# Thuận Trị
Thanh Thế Tổ (chữ Hán: 清世祖; 15 tháng 3 năm 1638 – 5 tháng 2 năm 1661), họ Ái Tân Giác La, húy Phúc Lâm, là hoàng đế thứ hai của nhà Thanh và là hoàng đế nhà Thanh đầu tiên cai trị Trung Quốc bản thổ sau khi Đại Thanh nhập quan, từ năm 1644 đến năm 1661. Ông có niên hiệu là Thuận Trị (順治), nên thường được gọi là Thuận Trị Đế (順治帝). Sau khi Thanh Thái Tông Hoàng Thái Cực băng hà, Hội đồng Nghị chính Vương đại thần đã đề cử ông lên ngôi đại thống kế vị vào tháng 9 năm 1643, lúc đó ông mới có 6 tuổi, và cử ra trong tông thất hai người đồng Nhiếp chính: Duệ Thân vương Đa Nhĩ Cổn (1612–1650), hoàng tử thứ 14 của Thanh Thái Tổ Nỗ Nhĩ Cáp Xích, cùng Trịnh Thân vương Tế Nhĩ Cáp Lãng (1599–1655), cháu trong họ của Nỗ Nhĩ Cáp Xích.
Từ năm 1643 đến năm 1650, quyền lực chính trị phần lớn nằm trong tay Đa Nhĩ Cổn. Dưới sự lãnh đạo của ông, Đại Thanh đã chiếm đóng phần lớn lãnh thổ của nhà Minh (1368–1644) cũ, buộc chính quyền nhà Nam Minh phải chạy sâu xuống các tỉnh phía nam, thiết lập nền thống trị của người Mãn Châu trên khắp lãnh thổ Trung Quốc bằng những chính sách gây mất lòng người như "lệnh cắt tóc" ("Thế phát lệnh", 薙髮令) năm 1645, buộc tất cả nam giới người Hán phải cạo nửa đầu và thắt phần tóc còn lại thành tóc đuôi sam theo phong tục của người Mãn Châu. Sau khi Đa Nhĩ Cổn qua đời vào cuối năm 1650, Hoàng đế đích thân chấp chính. Ông làm việc nỗ lực và gặt hái được thành công bước đầu trong việc chống nạn tham nhũng và hạn chế quyền lực của giới quý tộc.
Những năm 1650, Thuận Trị phải đối mặt với sự phục hồi của lực lượng phản Thanh phục Minh, nhưng đến năm 1661 nhà Thanh đã đánh bại những đối thủ cuối cùng là di thần nhà Nam Minh Trịnh Thành Công (1624–1662) và Vĩnh Lịch Đế Chu Do Lang (1623–1662), sang năm sau Trịnh Thành Công mất tại Đài Loan còn Vĩnh Lịch Đế bị quân Thanh bắt và hành hình. Thuận Trị Hoàng đế băng hà năm 24 tuổi vì bệnh đậu mùa, một bệnh truyền nhiễm không có thuốc chữa vào thời đó. Người kế vị ông, Hoàng tam tử Huyền Diệp, đã sống sót qua căn bệnh đó và cai trị Trung Quốc trong 61 năm tiếp theo với niên hiệu Khang Hi. Bởi vì những sử liệu ghi lại về thời Thuận Trị ít hơn những giai đoạn sau, nên 18 năm trị vì của ông tương đối ít được biết đến trong lịch sử nhà Thanh.

## Hoàn cảnh lịch sử

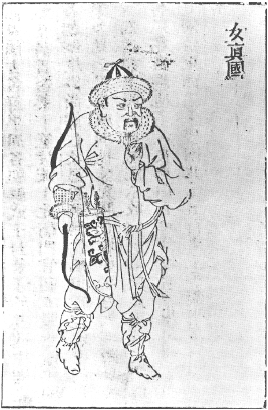
Chân dung một người đàn ông Nữ Chân trong một bản khắc gỗ của nhà Minh năm 1609

Những năm 1580, một số bộ lạc người Nữ Chân đã đến sinh sống ở miền đông bắc cương vực Đại Minh (vùng đất nay là Đông Bắc Trung Quốc hay "Mãn Châu"). Sau một loạt chiến dịch quân sự từ những năm 1580 đến những năm 1610, Nỗ Nhĩ Cáp Xích, thủ lĩnh của Kiến Châu Nữ Chân, đã thống nhất hầu hết các bộ lạc Nữ Chân dưới quyền của mình. Một trong những cải cách lớn của ông là phân các bộ lạc Nữ Chân ra làm bốn đơn vị với các màu cờ khác nhau (vàng, trắng, đỏ, xanh) làm hiệu, sau đó mỗi đơn vị này lại được chia ra làm hai, Chính kỳ và Tương kỳ, tạo thành một hệ thống tổ chức quân sự và xã hội gọi là Bát Kỳ. Nỗ Nhĩ Cáp Xích trao quyền nắm giữ các kỳ cho các con cháu của mình.
Khoảng năm 1612, Nỗ Nhĩ Cáp Xích lấy họ Ái Tân Giác La ("Giác La vàng"), để phân biệt với các nhánh khác trong thị tộc "Giác La" và tưởng nhớ đến nhà Kim, triều đại của người Nữ Chân từng cai trị Trung Quốc từ năm 1115 đến năm 1234. Năm 1616, Nỗ Nhĩ Cáp Xích li khai khỏi Đại Minh, đặt quốc hiệu là Hậu Kim, niên hiệu là Thiên Mệnh (天命). Trong những năm tiếp theo ông liên tục giành được chiến thắng, đoạt được phần lớn đất Liêu Đông từ tay nhà Minh  cho đến khi bị tướng Minh là Viên Sùng Hoán đánh bại trong trận Ninh Viễn vào tháng 2 năm 1626 với sự trợ giúp của những khẩu hồng di pháo từ Bồ Đào Nha. Có lẽ vì bị thương trên chiến trường, Nỗ Nhĩ Cáp Xích qua đời chỉ vài tháng sau đó.
Con trai và người kế vị của Nỗ Nhĩ Cáp Xích là Hoàng Thái Cực (1592 – 1643) tiếp tục công cuộc của phụ thân: tập trung quyền lực về tay mình, cải tổ cơ chế triều đình Hậu Kim theo kiểu nhà Minh, sáp nhập các lực lượng người Mông Cổ và người Hán quy thuận vào trong Bát Kỳ. Năm 1629 ông dẫn quân tiến sát Bắc Kinh, bắt được những thợ thủ công người Hán biết cách chế tạo những khẩu hồng di pháo. Năm 1635, Hoàng Thái Cực đổi tên "Nữ Chân" thành "Mãn Châu", và năm 1636 đổi quốc hiệu "Hậu Kim" thành "Đại Thanh". Sau trận Tùng-Cẩm năm 1643, nhà Thanh chuẩn bị cho đợt công kích cuối cùng trong lúc nhà Minh phải đối mặt với việc quốc khố cạn kiệt, ôn dịch hoành hành dẫn tới các cuộc khởi nghĩa nông dân trong nước và nạn đói lan rộng.

## Trở thành Hoàng đế
Hoàng Thái Cực băng hà vào ngày 21 tháng 9 năm 1643 mà chưa kịp chỉ định người kế vị, khiến cho nội bộ Đại Thanh phải đối mặt với một nguy cơ phân liệt nghiêm trọng. Những người muốn tranh đoạt hoàng vị bao gồm Lễ Thân vương Đại Thiện (Đích thứ tử và cũng là người con trai lớn tuổi nhất còn sống của Thái Tổ Nỗ Nhĩ Cáp Xích), Duệ Thân vương Đa Nhĩ Cổn (thập tứ tử) và bào đệ Đa Đạc (thập ngũ tử), cuối cùng là Hào Cách (trưởng tử của Thái Tông Hoàng Thái Cực). Được sự ủng hộ từ hai anh em cùng mẹ là Đa Đạc và A Tế Cách, Đa Nhĩ Cổn (31 tuổi) nắm trong tay Chính Bạch kỳ và Tương Bạch kỳ; Đại Thiện 60 tuổi quản lí Chính Hồng kỳ và Tương Hồng kỳ, trong khi Hào Cách (34 tuổi) kiểm soát Chính Hoàng kỳ và Tương Hoàng kỳ của Thái Tông để lại.
Cuộc tranh luận để tìm ra người sẽ trở thành Tân Hoàng đế của Đại Thanh diễn ra quyết liệt trong Hội đồng Nghị chính Vương đại thần, cơ quan quyết định các chính sách quan trọng trước khi Quân cơ xứ được lập ra những năm 1720. Nhiều Thân vương, Bối lặc cho rằng một tướng lĩnh quân sự tài giỏi đã từng kinh qua chiến trận như Đa Nhĩ Cổn nên được cử làm Hoàng đế, nhưng Đa Nhĩ Cổn đã từ chối và đề nghị lập một trong số các con của Thái Tông lên kế vị. Để vừa công nhận uy quyền của Đa Nhĩ Cổn lại vừa để hậu duệ của Thái Tông kế thừa đại thống, việc thương nghị đã đi đến quyết định cuối cùng là lập Hoàng cửu tử Phúc Lâm làm Tân Hoàng đế, đồng thời quyết định lập Đa Nhĩ Cổn và Tế Nhĩ Cáp Lãng (cháu trong họ của Nỗ Nhĩ Cáp Xích và là người nắm giữ Tương Lam kỳ) làm nhiếp chính cho Tân Hoàng đế. Phúc Lâm chính thức lên ngôi Hoàng đế Đại Thanh vào ngày 8 tháng 10 năm 1643, đặt niên hiệu là "Thuận Trị". Bởi vì sử liệu viết về giai đoạn này không nhiều, nên những năm trị vì của Thuận Trị là thời kì ít được biết đến trong lịch sử nhà Thanh.

## Đa Nhĩ Cổn nhiếp chính (1643–1650)

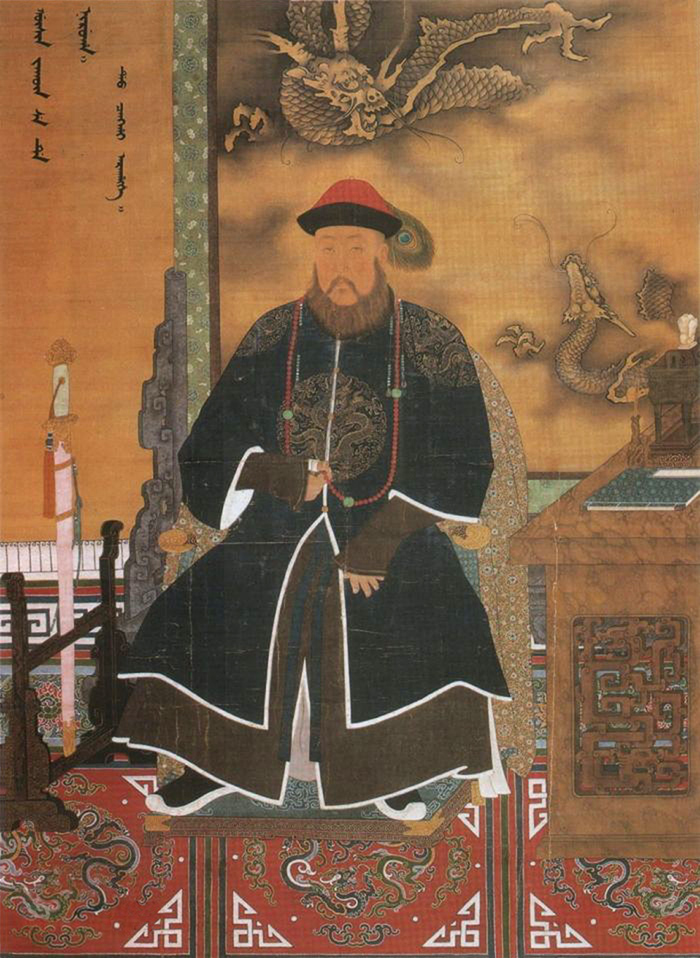
Nhiếp chính vương Đa Nhĩ Cổn trong bộ triều phục. Ông trị vì như Hoàng đế de facto từ năm 1643 cho đến khi qua đời năm 1650, thời kì này nhà Thanh tiến hành thống nhất Trung Nguyên.

### Trước khi nhập quan
Tế Nhĩ Cáp Lãng là một vị tướng có tài cầm quân nhưng lại không quan tâm đến các vấn đề chính sự. Ngày 17 tháng 2 năm 1644, ông triệu tập quan viên Nội Tam viện, Lục bộ, Đô sát viện và Lý phiên viện tuyên bố: "Từ sau, phàm các nha biện lí sự vụ, hoặc có việc trình lên hai vương, hoặc có báo cáo thì phải bẩm với Duệ Thân vương trước, giấy tờ cũng phải có chữ của Duệ Thân vương trước, ngồi theo thứ tự mà hành lễ nghi, chú ý cùng bảo nhau để làm tiền lệ". Sau khi âm mưu lật đổ nhiếp chính của Hào Cách bị phát giác vào ngày 6 tháng 5 năm đó, Hào Cách bị tước danh vị Thân vương và đồng đảng của ông bị xử tử. Đa Nhĩ Cổn nhanh chóng thay thế những người ủng hộ Hào Cách (phần lớn đến từ hai Hoàng kì) bằng người của mình, và do đó nắm lấy quyền kiểm soát thêm hai kì nữa. Đầu tháng 6 năm 1644, gần như mọi quyền lực trong triều đình và quân đội rơi vào tay Đa Nhĩ Cổn.
Đầu năm 1644, Đa Nhĩ Cổn và các cộng sự bàn kế xâm lược Đại Minh, giữa lúc cuộc khởi nghĩa nông dân sắp đánh vào Bắc Kinh. Ngày 24 tháng 4 năm đó, lãnh tụ quân khởi nghĩa là Lý Tự Thành chiếm được kinh thành, Sùng Trinh hoàng đế tự vẫn trên núi Môi Sơn phía sau Tử Cấm Thành. Nhận được tin tức, các mưu thần người Hán của Đa Nhĩ Cổn là Hồng Thừa Trù và Phạm Văn Trình khuyên ông nên chớp cơ hội để tiến vào Trung Quốc và đoạt lấy Thiên mệnh về cho nhà Thanh. Trở ngại cuối cùng trên đường đến cửa thành Bắc Kinh của Đa Nhĩ Cổn chính là Tổng binh Sơn Hải Quan (nằm ở phía đông Trường Thành) Ngô Tam Quế. Bị kẹt giữa hai thế lực là Mãn Châu và Lý Tự Thành, Ngô Tam Quế đã yêu cầu Đa Nhĩ Cổn giúp đỡ ông ta đánh bại nghĩa quân, khôi phục Đại Minh. Đa Nhĩ Cổn không chịu và yêu cầu Ngô Tam Quế phải quy thuận Đại Thanh. Không còn lựa chọn nào khác, Ngô Tam Quế phải đồng ý. Giữa lúc Ngô Tam Quế và Lý Tự Thành đang kịch chiến, Đa Nhĩ Cổn quyết định đưa quân kỵ đến can thiệp, cùng sự hỗ trợ của tinh binh dưới quyền Ngô Tam Quế, do đó giành chiến thắng quyết định trước Lý Tự Thành tại trận Sơn Hải quan ngày 27 tháng 5. Quân của Lý Tự Thành vội vã chạy về Bắc Kinh, ra sức vơ vét cướp bóc cho đến khi Lý quyết định rút khỏi kinh thành vào ngày 4 tháng 6, mang theo tất cả của cải cướp được.

### Định đô Bắc Kinh

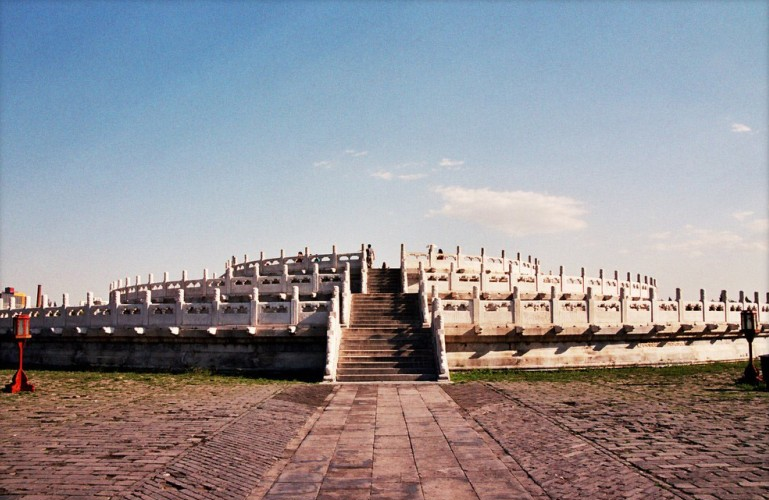
Thiên Đàn, nơi Thuận Trị Hoàng đế tế lễ vào ngày 30 tháng 10 năm 1644, mười ngày trước khi ông chính thức tuyên cáo là Hoàng đế Trung Hoa. Buổi lễ này là cột mốc đánh dấu sự kiện Đại Thanh nắm lấy Thiên mệnh.

Sau sáu tuần bị ngược đãi trong tay quân phiến loạn, phụ lão Bắc Kinh cùng đông đảo quan lại và thân sĩ hồ hởi mở tiệc lớn chào đón những người giải phóng vào ngày 5 tháng 6. Họ giật mình, khi thấy trước mắt không phải là Ngô Tam Quế và thái tử Đại Minh, mà là Đa Nhĩ Cổn, một người Mãn Châu cưỡi ngựa đầu cạo tóc, tự xưng là Nhiếp chính vương. Giữa lúc hỗn loạn, Đa Nhĩ Cổn cùng quân của mình tiến vào điện Vũ Anh (武英殿), cung điện duy nhất còn nguyên vẹn sau khi Lý Tự Thành phóng hỏa đốt hết Tử Cấm Thành vào ngày 3 tháng 6. Quân Thanh được lệnh không được cướp bóc; nhằm đảm bảo cho việc chuyển giao chính quyền sang cho Đại Thanh diễn ra "một cách thuận lợi." Tuy tuyên bố rằng mình đến đây để trả thù cho nhà Minh, nhưng Đa Nhĩ Cổn lại hạ lệnh xử tử toàn bộ hoàng tộc Đại Minh (bao gồm con cháu của Sùng Trinh Đế) cùng với những người ủng hộ.
Ngày 7 tháng 6, chỉ hai ngày sau khi nhập thành, Đa Nhĩ Cổn xuống dụ thông báo với các quan viên xung quanh kinh thành, rằng nếu dân chúng chấp nhận đầu hàng, thay đổi y phục và cạo tóc, thì họ vẫn sẽ được giữ nguyên chức quan. Ông đã phải bãi bỏ đạo dụ này ba tuần sau đó khi một số cuộc nổi dậy nông dân bùng nổ xung quanh Bắc Kinh, đe doạ sự kiểm soát của nhà Thanh đối với vùng thủ đô.
Đa Nhĩ Cổn đón Thuận Trị hoàng đế vào thành Bắc Kinh ngày 19 tháng 10 năm 1644. Ngày 30 tháng 10, vị hoàng đế 6 tuổi làm lễ tế trời đất tại Thiên Đàn. Nhánh hậu duệ Khổng Tử ở phía nam giữ chức Ngũ kinh Bác sĩ (五經博士) và hậu duệ đời thứ 65 của Khổng Tử ở phía bắc đang giữ tước Diễn Thánh công đều công nhận vào ngày 31 tháng 10. Một nghi lễ đăng cơ chính thức được cử hành cho Phúc Lâm vào ngày 8 tháng 11, tại đây hoàng đế trẻ so sánh công tích của Đa Nhĩ Cổn ví như Chu Công nhiếp chính cho Thành Vương ngày xưa. Cũng trong hôm đó, phong hiệu của Đa Nhĩ Cổn được thăng từ "Nhiếp chính vương" thành "Thúc phụ Nhiếp chính vương" (叔父攝政王), mà theo phong tục Mãn Châu thì "Thúc phụ" (ecike) có địa vị cao hơn Thân vương bình thường một cấp. Ba ngày sau, đồng Nhiếp chính Tế Nhĩ Cáp Lãng bị giáng hiệu từ "Nhiếp chính vương" thành "Phụ chính Thúc vương" (輔政叔王). Tháng 6 năm 1645, Đa Nhĩ Cổn tuyên bố rằng về sau tất cả công văn phải gọi ông là "Hoàng thúc phụ Nhiếp chính vương" (皇叔父攝政王), khiến ông ta chỉ còn cách ngai vàng một bước nhỏ. Cuối cùng đến năm 1648 lại đổi xưng là "Hoàng phụ Nhiếp chính vương" (皇父摄政王).

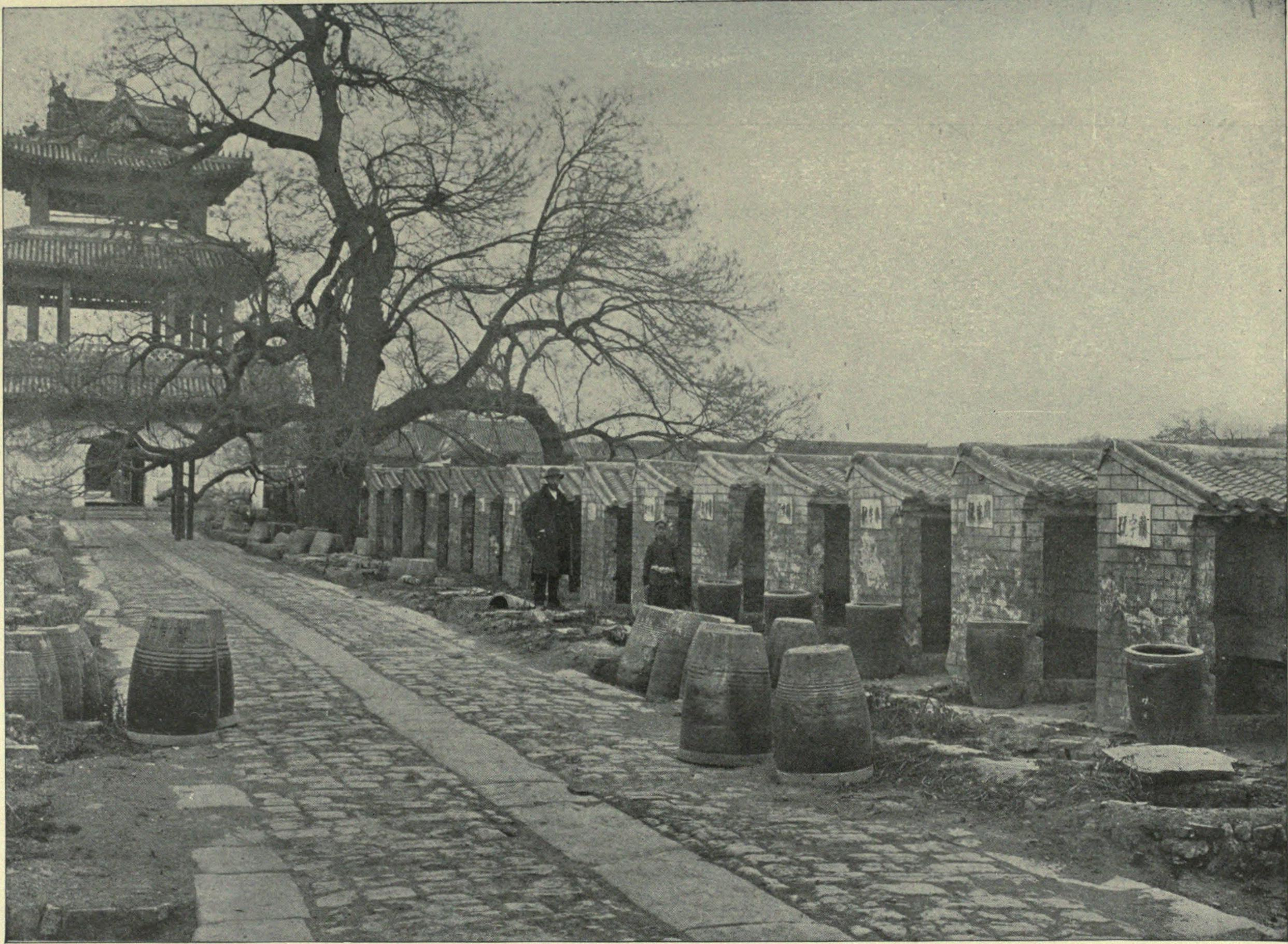
Để đề cao tính chính thống của mình đối với giới tinh hoa người Hán, nhà Thanh đã cho tổ chức lại khoa cử ngay sau khi tiến vào Bắc Kinh năm 1644.

Một trong những hành động đầu tiên của Đa Nhĩ Cổn tại thủ đô mới là sáp nhập tất cả những vùng phía bắc kinh đô vào Bát Kỳ, bao gồm cả Hán quân kỳ. Lưỡng Hoàng kỳ được trao các cung điện phía bắc, Lưỡng Bạch kỳ ở phía đông, Lưỡng Hồng kỳ ở phía tây, và Lưỡng Lam kỳ ở phía nam. Sự phân bố này phù hợp với bố cục trước đây của người Mãn trước khi chinh phạt Trung Nguyên. Mặc dù Thanh đình dùng chính sách miễn giảm thuế và xây dựng các công trình thổ mộc để thuận lợi cho việc chuyển giao, đến năm 1648, nhiều người Hán vẫn mang ý chống đối với những kẻ xâm lược dị tộc. Đất canh tác nông nghiệp ở ngoài kinh thành bị nhà Thanh đánh dấu và thu giữ trao cho quân đội. Những chủ đất trước đây bây giờ trở thành người ở thuê và phải trả thuế cho chủ đất người Mãn Châu. Sự chuyển biến này đã gây ra "sự đổ vỡ và khổ nạn suốt nhiều thập kỉ sau đó."
Năm 1646, Đa Nhĩ Cổn tổ chức khoa cử để tuyển chọn quan viên cho chính phủ mới. Từ đó cứ mỗi ba năm lại có một khoa thi, giống như chế độ thời nhà Minh. Trong kì thi Đình đầu tiên, các sĩ tử, chủ yếu đến từ miền bắc Trung Quốc, bình luận về cách làm thế nào để người Hán và người Mãn có thể chung sống với nhau với cùng mục đích chung. Đề của khoa thi năm 1649 là "làm sao để người Mãn và người Hán trở thành một, đồng tâm hiệp lực, làm việc với nhau không chia rẽ ?" Dưới thời Thuận Trị hoàng đế, số người đỗ trung bình trong mỗi khoa thi là cao nhất trong các đời vua Thanh ("để giành lấy sự ủng hộ của người Hán"), cho đến 1660 thì triều đình mới hạn chế số người lấy đỗ.
Để thúc đẩy sự hòa hợp giữa hai dân tộc, năm 1648, Đa Nhĩ Cổn ban hành sắc lệnh cho phép thường dân Hán có thể kết hôn với phụ nữ Mãn Châu, nếu có sự chấp thuận của Bộ Hộ nếu người phụ nữ đó là con gái của quan lại hoặc thường dân, hoặc sự cho phép của trưởng tộc hai bên nếu họ là dân thường không có hộ khẩu. Chỉ sau này triều đình mới ban hành chính sách cho phép việc li hôn.

### Hoàn tất chinh phạt Trung Nguyên

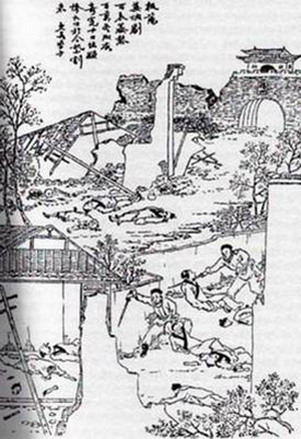
Một bản khắc gỗ thời Thanh mạt tái hiện vụ thảm sát Dương châu thập nhật năm 1645. Em trai của Đa Nhĩ Cổn, Dự Thân vương Đa Đạc là người ra lệnh tiến hành đồ sát những người Hán bất phục để buộc các thành thị miền nam Trung Quốc phải đầu hàng. Đến cuối thế kỉ 19 cuộc thảm sát được những người cách mạng sử dụng để khơi dậy tinh thần phản Thanh của người Hán.

Dưới sự lãnh đạo của Đa Nhĩ Cổn — người được các sử gia gọi là "người hoạch định cuộc chinh phạt" và "kiến trúc sư trưởng của nền thống trị Mãn Châu" — nhà Thanh đã chinh phục được hầu hết lãnh thổ Trung Quốc và đẩy lùi chính quyền "Nam Minh" lưu vong xuống sâu hơn về phía tây nam. Sau khi đàn áp các cuộc khởi nghĩa phản Thanh ở Hà Bắc và Sơn Đông vào hè-thu năm 1644, Đa Nhĩ Cổn cử quân đến thảo phạt Lý Tự Thành ở thành trì quan trọng Tây An (nay thuộc tỉnh Thiểm Tây), nơi Lý tái lập căn cứ sau khi rút khỏi Bắc Kinh đầu tháng 6 năm 1644. Dưới áp lực của quân Thanh, Lý buộc phải rút khỏi Tây An vào tháng 2 năm 1645, sau đó Lý Tự Thành qua đời – có thể ông ta tự sát hoặc bị dân địa phương tưởng nhầm là đạo tặc nên giết chết - vào tháng 9 năm 1645 sau khi trốn chạy lần lượt qua rất nhiều tỉnh.
Sau khi chiếm được Tây An, vào đầu tháng 4 năm 1645 quân Thanh mở chiến dịch thu phục vùng đồng bằng trù phú Giang Nam (phía nam sông Dương Tử); tại đây vào tháng 6 năm 1644, các cựu thần của nhà Minh đã tôn lập một hoàng thân là Phúc vương Chu Do Tung làm hoàng đế, sử gọi là nhà Nam Minh. Sự tranh chấp giữa các phe phái và nạn đào ngũ trong nội bộ khiến cho việc tăng cường năng lực đề kháng của chính quyền Nam Minh bị cản trở.
Quân Thanh tiến về phía nam, đoạt lấy Từ Châu phía bắc sông Hoài vào tháng 5 năm 1645 và nhanh chóng tập trung về Dương Châu, thành thị trọng yếu nhất của Nam Minh ở phía bắc phòng tuyến. Thành Dương Châu do Sử Khả Pháp trấn thủ quyết không đầu hàng, dũng cảm kháng cự và thất thủ sau đó một tuần (ngày 20 tháng 5) trước sức công phá của đại pháo quân Thanh. Đa Đạc (em ruột của Đa Nhĩ Cổn) hạ lệnh đồ sát toàn bộ dân chúng trong thành Dương Châu.
Đúng như dự định, cuộc thảm sát này đã buộc các thành trì khác ở Giang Nam phải đầu hàng Đại Thanh. Lễ bộ Thượng thư Nam Minh là Tiền Khiêm Ích mở thành Nam Kinh đầu hàng không kháng cự vào ngày 16 tháng 6 sau khi Đa Đạc tuyên thệ sẽ không tàn sát bách tính. Quân Thanh bắt sống được Hoằng Quang Đế Chu Do Tung (bị xử tử tại Bắc Kinh vào năm sau) và thu phục các thành phố lớn ở Giang Nam, bao gồm Tô Châu và Hàng Châu; trước đầu tháng 7 năm 1645, biên giới giữa nhà Thanh và Nam Minh bị đẩy xuống phía nam sông Tiền Đường.

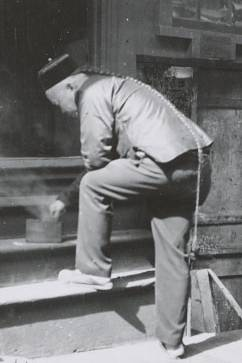
Một người đàn ông ở Chinatown thuộc San Francisco khoảng những năm 1900. Phong tục cạo đầu của người Trung Quốc bắt đầu từ sắc lệnh của Đa Nhĩ Cổn vào tháng 7 năm 1645 buộc tất cả đàn ông cắt hết phần tóc phía trước và tết phần còn lại thành bím theo kiểu của người Mãn.

Ngày 21 tháng 7 năm 1645, sau khi chinh phạt hầu hết đất Giang Nam, Đa Nhĩ Cổn ban lệnh cho tất cả đàn ông Trung Quốc phải cạo nửa đầu và thắt phần tóc còn lại thành đuôi sam theo như phong tục của người Mãn Châu. Hình phạt dành cho những kẻ không tuân theo là cái chết. Chính sách này này giúp người Mãn Châu kết bạn với kẻ thù. Tuy nhiên đối với các quan chức và học giả người Hán, kiểu tóc mới này đáng xấu hổ và luồn cúi (vì nó vi phạm một nguyên tắc của Nho giáo là giữ gìn thân thể), trong khi với những người dân thường thì việc cắt tóc cũng giống như là đánh mất sự nam tính của họ. Bởi vì phong tục để tóc của người Trung Quốc có thể khiến các lực lượng kháng Thanh dễ dàng tập hợp lực lượng, ngăn cản cuộc chinh phạt của nhà Thanh. Nhiều người dân ở Gia Định và Tùng Giang bị thảm sát bởi tướng cũ của Minh là Lý Thành Đông (mất 1649), tương ứng vào các ngày 24 tháng 8 và 22 tháng 9. Thành Giang Âm cũng kiên thủ chống lại 10.000 quân Thanh trong 83 ngày. Khi tường thành bị công phá vào ngày 9 tháng 10 năm 1645, quân Thanh dưới quyền của phản tướng Minh là Lưu Lương Tá (mất 1667) đã đồ sát gần như toàn bộ dân số, khoảng 74.000 đến 100.000 người bị giết trong lần này. Những cuộc thảm sát này đã đàn áp phong trào kháng Thanh ở hạ lưu sông Dương Tử. Một vài người nhân vật còn trung thành với nhà Minh chọn cách trở thành ẩn sĩ, với ý nghĩ rằng khi những hành động quân sự không thành công, thì việc buông bỏ sự đời ít nhất sẽ tiếp tục thể hiện sự chống đối của họ đối với thế lực ngoại tộc.
Sau khi Nam Kinh thất thủ, hai thành viên trong hoàng tộc nhà Minh lại nổi dậy lập ra hai chính quyền mới: thế lực ở vùng Phúc Kiến là Long Vũ Đế Chu Duật Kiện, tức Đường vương, hậu duệ đời thứ chín của hoàng đế khai quốc nhà Minh Chu Nguyên Chương và chính quyền còn lại đóng tại Chiết Giang, đứng đầu là "Giám quốc Nhiếp chính" Lỗ vương Chu Dĩ Hải. Nhưng cả hai chính quyền này không chịu hợp tác với nhau, khiến cho cơ hội thành công của họ thậm chí còn thấp hơn so với Phúc vương trước kia. Tháng 7 năm 1646, chiến dịch Nam chinh do Bác Lạc cầm đầu đã khiến chính quyền Lỗ vương lâm vào tình thế nguy ngập và đánh thẳng vào căn cứ của Đường vương ở Phúc Kiến. Chu Duật Kiện bị bắt và hành quyết ở Đinh Châu (phía tây Phúc Kiến) vào ngày 6 tháng 10. Dưỡng tử của ông là Trịnh Thành Công chạy thoát ra đảo Đài Loan. Cuối cùng vào tháng 11, các trung tâm kháng chiến của nhà Minh ở Giang Tây đều rơi vào tay nhà Thanh.

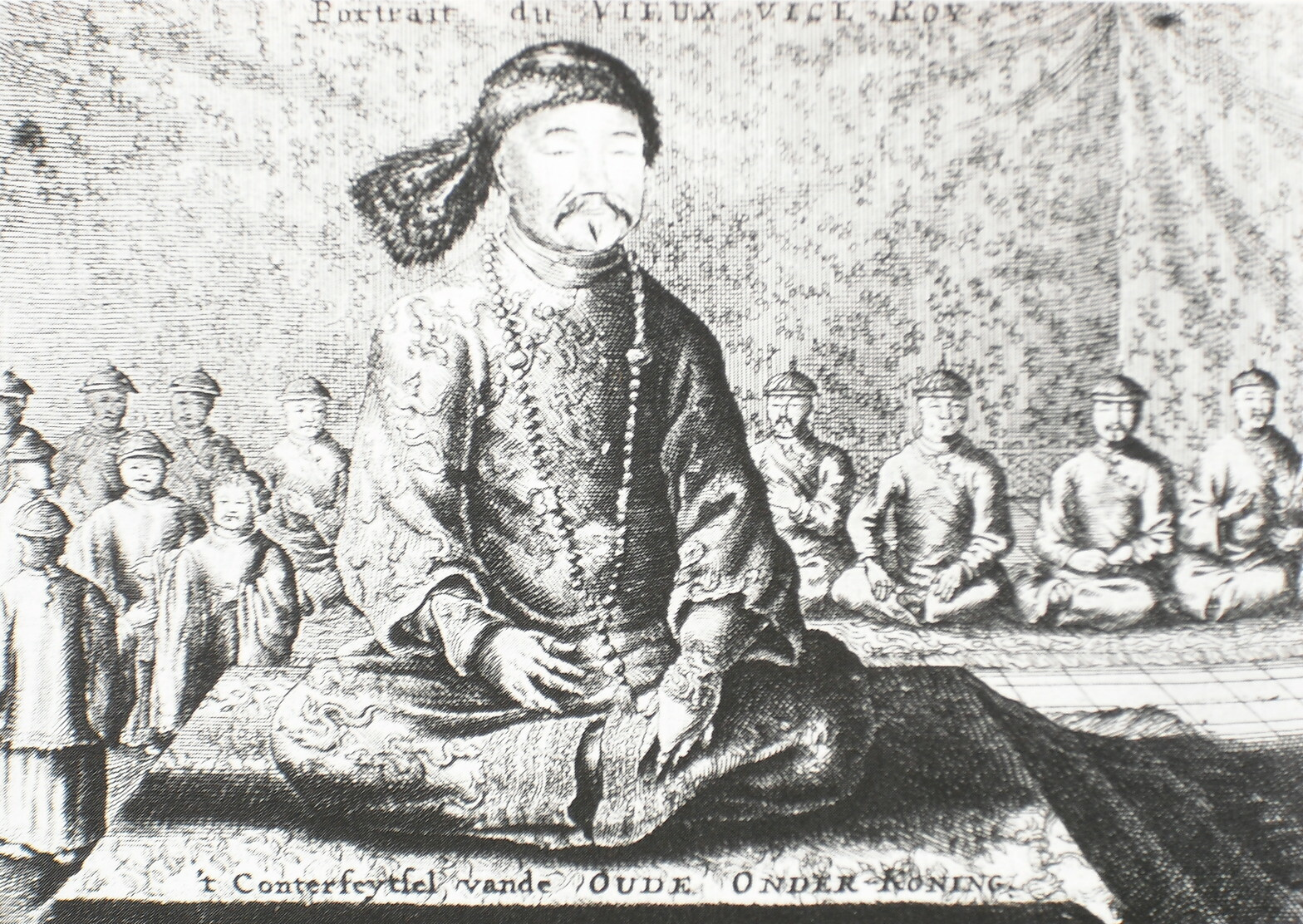
Chân dung của họa sĩ Johan Nieuhof. Nhân vật trong tranh là Thượng Khả Hỷ, người đã chiếm lại Quảng Châu từ các lực lượng trung thành với triều Minh năm 1650. Ông cũng là một trong những vị tướng người Hán trong được nhà Thanh trọng dụng để chinh phạt và quản lý miền nam Trung Quốc. Là một thế lực cát cứ ở miền nam, ông cuối cùng tham gia tạo phản kháng Thanh của Tam phiên vào năm 1673.

Đến cuối năm 1646, hai vị hoàng đế khác của họ Chu được lập lên ở Quảng Châu, lấy niên hiệu là Thiệu Vũ (紹武) và Vĩnh Lịch. Vì không có đủ tiền mua quân trang, chính quyền Thiệu Vũ phải thuê quần áo từ các gánh hát địa phương. Hai chính quyền này lại đánh nhau đến ngày 20 tháng 1 năm 1647, khi một đội quân nhỏ của nhà Thanh do Lý Thành Đống (李成栋) dẫn đầu chiếm Quảng châu, giết Thiệu Vũ Đế, và buộc triều đình Vĩnh Lịch chạy trốn đến Nam Ninh, Quảng Tây. Tuy nhiên, vào tháng 5 năm 1648, Lý Thành Đống phản lại nhà Thanh, và một cuộc nổi dậy xảy ra đồng thời của một vị tướng khác ở Giang Tây đã giúp triều đình Vĩnh Lịch chiếm lại hầu hết miền nam Trung Quốc. Nhưng sự trỗi dậy này không kéo dài được lâu. Quân Thanh lại tiến xuống khu vực trung tâm Hồ Quảng (nay là Hà Bắc và Hà Nam), Giang Tây và Quảng Đông trong các năm 1649 và 1650. Hoàng đế Vĩnh Lịch lại phải bôn đào một lần nữa. Cuối cùng vào ngày 24 tháng 11 năm 1650, quân Thanh do Thượng Khả Hỷ chỉ huy tiến chiếm Quảng Châu và đồ sát 70.000 người dân trong thành.
Trong khi đó, vào tháng 10 năm 1646, quân Thanh do Hào Cách (con trưởng của Hoàng Thái Cực, thất bại trong cuộc tranh chấp quyền kế vị ngai vàng năm 1643) tiến vào Tứ Xuyên, để tiêu diệt thế lực của quân khởi nghĩa nông dân Trương Hiến Trung. Trương Hiến Trung bị giết trong trận chiến với quân Thanh ở gần Tây Sung trung tâm Tứ Xuyên vào ngày 1 tháng 2 năm 1647. Cũng vào cuối năm 1646 ở phía bắc, lực lượng phản quân của thủ lĩnh Hồi giáo mà sử sách Trung Quốc gọi là Mễ Lạt Ấn nổi lên chống lại nhà Thanh tại Cam Túc. Ông ta nhanh chóng hội quân với một người khác là Đinh Quốc Đống (丁國棟). Họ tuyên bố tôn chỉ khôi phục nhà Minh, và tiến chiếm nhiều nơi ở Cam Túc, bao gồm cả thủ phủ Lan Châu. Những cuộc nổi dậy này còn có sự tham gia của các những người Hán không theo Hồi giáo, cho thấy họ không phải đứng lên vì mục đích tôn giáo. Cả Mễ Lạt Ấn và Đinh Quốc Đống đều bị tướng Thanh Mạnh Kiều Phương (孟喬芳; 1595–1654) bắt và giết năm 1648, cho đến năm 1650, các cuộc nổi dậy của người Hồi giáo đều bị dập tắt hoàn toàn.

## Thời kì thân chính (1651–1661)

### Thanh trừng phe cánh Đa Nhĩ Cổn

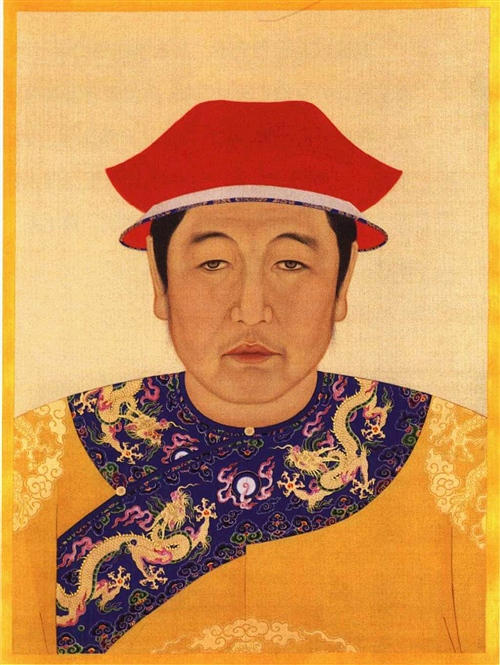
Chân dung Hoàng đế Thuận Trị lúc trưởng thành

Cái chết bất ngờ của Đa Nhĩ Cổn trong một chuyến đi săn vào ngày 31 tháng 12 năm 1650 đã khơi mào cho một cuộc tranh chấp gây gắt giữa các phe phái trong triều và mở đường cho những cải cách chính trị sâu sắc về sau. Bởi vì thế lực của những người ủng hộ Đa Nhĩ Cổn trong triều vẫn còn rất nhiều, Thuận Trị buộc phải tiến hành tang lễ ông ta theo nghi thức trang trọng nhất, và sau đó còn truy miếu hiệu là Thành Tông, thụy hiệu là Nghĩa Hoàng đế. Trong những ngày đầu tháng 1 năm 1651, nhiều đại thần Lưỡng Bạch kỳ, đứng đầu là một người ủng hộ cũ của Đa Nhĩ Cổn, Ngô Bái (吴拜), tiến hành bắt giữ bào huynh của Đa Nhĩ Cổn là A Tế Cách vì lo ngại ông ta sẽ dùng vũ lực đoạt chức Nhiếp chính; Ngô Bái và các cộng sự sau đó tự xưng là các chức quan đứng đầu trong các bộ, chuẩn bị đoạt lấy đại quyền.
Trong khi đó, Trịnh Thân vương Tế Nhĩ Cáp Lãng, người bị phế trừ quyền Nhiếp chính năm 1647, tập hợp các quan chức Bát kỳ bất mãn với sự chuyên quyền của Đa Nhĩ Cổn. Để củng cố sự ủng hộ của dành cho Hoàng đế ở Lưỡng Hoàng kỳ (vốn trực tiếp thuộc quyền quản lý của Đại hãn (Hoàng đế) từ thời Hoàng Thái Cực) và khống chế những người trong Chính Bạch kỳ của Đa Nhĩ Cổn, Tế Nhĩ Cáp Lãng gọi đó là "Thượng Tam kỳ" (上三旗, phiên âm Mãn Châu: dergi ilan gūsa), trực tiếp nằm dưới quyền điều hành của Hoàng đế. Ngao Bái và Tô Khắc Tát Cáp, những người về sau làm Nhiếp chính cho Khang Hi Đế từ 1661, là những người tích cực ủng hộ Tế Nhĩ Cáp Lãng, và được ông bổ nhiệm họ vào Nghị chính Vương đại thần để tưởng thưởng.
Ngày 1 tháng 2, Tế Nhĩ Cáp Lãng tuyên bố Thuận Trị Đế, năm đó 14 tuổi, trực tiếp thân chính. Chế độ Nhiếp chính bị bãi bỏ. Tế Nhĩ Cáp Lãng đi nước cờ tiếp theo. Cuối tháng 2 đầu tháng 3 năm 1651, ông hạch tội Đa Nhĩ Cổn lấn lướt Hoàng quyền: Đa Nhĩ Cổn bị kết tội và tước đi toàn bộ danh hiệu đã được truy tặng. Tế Nhĩ Cáp Lãng tiếp tục thanh trừng những người ủng hộ Đa Nhĩ Cổn và giao các chức vụ quan trọng cho các thành viên trong Thượng Tam kỳ, kết quả đến năm 1652 toàn bộ phe cánh của Đa Nhĩ Cổn đã bị giết hoặc bị loại khỏi triều đình.

### Đảng tranh và cuộc chiến chống tham nhũng

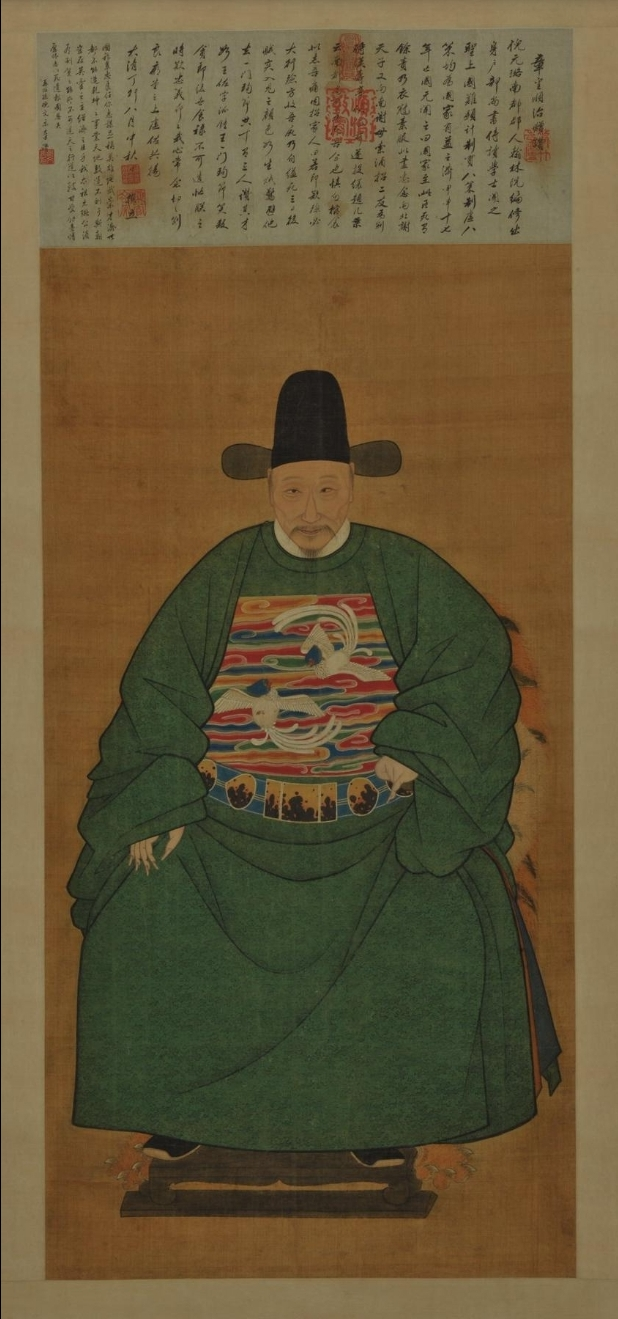
Trang phục dành cho quan viên là một trong những vấn đề tranh luận nổi cộm dưới thời Thuận Trị. Đại thần Trần Danh Hạ (陳名夏) bị xử tử năm 1654 vì có ý khôi phục lại lối ăn mặc của triều Minh. Một ví dụ cho điều này được thể hiện trong bức tranh họa chân dung của đại thần nhà Minh Nghê Nguyên Lộ (倪元璐, 1593–1644) vẽ vào thế kỉ 17.

Ngày 7 tháng 4 năm 1651, chỉ hai tháng sau khi thân chính, Thuận Trị ban chiếu nói rõ ý định của ông là thanh trừng tất cả những quan chức tham nhũng. Lệnh này ngay sau đó đã khơi mào cho những tranh chấp mới và khiến ông phải ân hận cho đến tận lúc chết. Một trong những hành động đầu tiên của ông là cách chức Đại học sĩ Phùng Thuyên (馮銓; 1595–1672), một viên quan xuất thân từ miền bắc bị kết tội năm 1645 nhưng rồi được tha và trọng dụng trở lại theo lệnh của Nhiếp chính vương Đa Nhĩ Cổn. Thuận Trị thay Phùng Thuyên bằng Trần Danh Hạ (陳名夏, 1601– 1654), một học giả người miền nam có mối quan hệ khá tốt trong giới văn sĩ Giang Nam. Mặc dù cuối năm 1651, Trần Danh Hạn bị cách chức nhưng sớm được phục chức năm 1653 và trở thành một cố vấn thân tín của Hoàng đế. Ông còn được giao quyền soạn thảo chiếu lệnh cho Hoàng đế như một Đại học sĩ dưới triều Minh. Rồi đến năm 1653, Thuận Trị lại cho gọi Phùng Thuyên về triều để làm cân bắng ảnh hưởng giữa quan viên hai miền nam bắc, nhưng hành động này không những không như mong muốn của Thuận Trị, mà còn làm tăng mâu thuẫn trong nội bộ. Trong nhiều cuộc tranh cãi tại triều năm 1653 và 1654, những quan chức miền nam đã hình thành một phe phái đối lập với quan chức người miền bắc và Mãn Châu. Tháng 4 năm 1654, khi Trần Danh Hạ bàn với một viên quan Hoa Bắc là Ninh Hoàn Ngã (寧完我; chết năm 1665) về việc khôi phục lại lối trang phục như thời nhà Minh, Ninh lập tức tố cáo Trần trước mặt Hoàng đế về nhiều tội, như tham nhũng, lạm quyền, kết bè kết đảng... Kết quả, Trần Danh Hạ bị xử giảo vào ngày 27 tháng 4 năm 1654.
Tháng 11 năm 1757, một vụ bê bối khoa cử diễn ra ở trường thi Thuận Thiên phủ (Bắc Kinh ngày nay). Tám sĩ tử Giang Nam có quan hệ bà con với các quan viên ở Bắc Kinh đã hối lộ cho các giám thị để mong đạt kết quả cao trong kì đại khoa. Bảy viên quan chấm thi bị kết tội ăn hối lộ và bị xử tử, và hàng trăm người khác bị lưu đày và tịch biên gia sản. Những vụ bê bối như thế này, trước đó đã lan rộng ở Giang Nam, đến khi người ta điều tra ra những hành vi hối lộ và gian lận của các quan chức trong bộ máy chính quyền, và nhiều quan chức miền bắc chỉ trích giới văn sĩ Giang Nam đã làm xói mòn đạo học.

### Chính sách với người Hán
Trong thời gian trị vì ngắn ngủi của mình, Thuận Trị hoàng đế khuyến khích người Hán tham gia vào các công việc của triều đình và khôi phục lại nhiều Hán chế đã bị bác bỏ trong thời kì nhiếp chính của Đa Nhĩ Cổn. Ông hăng hái bàn luận về lịch sử, kinh điển và chính trị với các học giả lớn như Trần Danh Hạ (xem phần trước) và trọng dụng những nhân tài mới như Vương Hi (王熙; 1628–1703), một người Hán ở miền bắc thông thạo tiếng Mãn Châu. "Sáu sắc lệnh" (Lục dụ) mà Thuận Trị hoàng đế ban ra năm 1652 là tiền đề cho "Thánh dụ" (1670) của Khang Hy Đế: "Chính thống Nho gia tư tưởng đích ngạnh khái" tức là khuyến dụ trăm họ giữ gìn đạo hiếu và tuân thủ pháp luật. Trong một động thái khác để lấy lòng người Hán, hoàng đế cho lập lại Hàn Lâm Viện và Nội các năm 1658. Hai thể chế mô phỏng theo cơ cấu nhà Minh này đã phần nào làm xói mòn quyền lực của giới quý tộc Mãn Châu và có thể sẽ dẫn đến việc đảng tranh giữa các phe phái như cuối thời Minh.
Để hạn bớt đi quyền lực của Phủ Nội vụ và giới quý tộc Mãn Châu, vào tháng 7 năm 1653, Thuận Trị thành lập 13 nha môn, tuy trên danh nghĩa do người Mãn đứng đầu, nhưng thực chất là do các thái giám người Hán và Bao y người Mãn khống chế. Các hoạn quan bị kìm kẹp chặt chẽ dưới thời chấp chính của Đa Nhĩ Cổn, nhưng Hoàng đế lại dùng họ để ngăn chặn những trung tâm quyền lực khác như Hoàng Thái hậu mẹ của ông và cựu Nhiếp chính Tế Nhĩ Cáp Lãng. Cuối những năm 1650, quyền lực của thái giám trở nên lớn mạnh: họ xử lý các vấn đề chính trị và tài chính, đưa ra lời khuyên cho vua về các vấn đề chính sự, và thậm chí ban hành cả các chiếu chỉ. Bởi vì hoạn quan làm ngăn cách hoàng đế với bộ máy quan liêu, nên các đại thần Mãn Hán lo sợ vấn nạn hoạn quan lộng quyền gây hậu quả lớn như đã từng xảy ra với triều Minh sẽ lập lại. Mặc dù Hoàng đế cũng có những nỗ lực nhằm áp đặt các biện pháp quản lý các hoạt động của hoạn quan, thái giám cận thần của Thuận Trị là Ngô Lương Phụ (吳良輔; chết năm 1661), người từng giúp ông thanh trừng phe cánh của Đa Nhĩ Cổn đầu những năm 1650, đã bị bắt vì tội hối lộ năm 1658. Nhưng sự thật Ngô chỉ bị khiển trách, cho thấy hoàng đế đã không biết cách trấn an phe quý tộc Mãn Châu, khiến họ nhận ra rằng việc các thái giám trỗi dậy là uy hiếp tới địa vị của họ. Mười ba nha môn bị bãi bỏ (và Ngô Lương Phụ bị xử tử) bởi Ngao Bái và các Phụ chính đại thần vào tháng 3 năm 1661, không lâu sau khi Thuận Trị Đế băng hà.

### Biên giới và ngoại giao

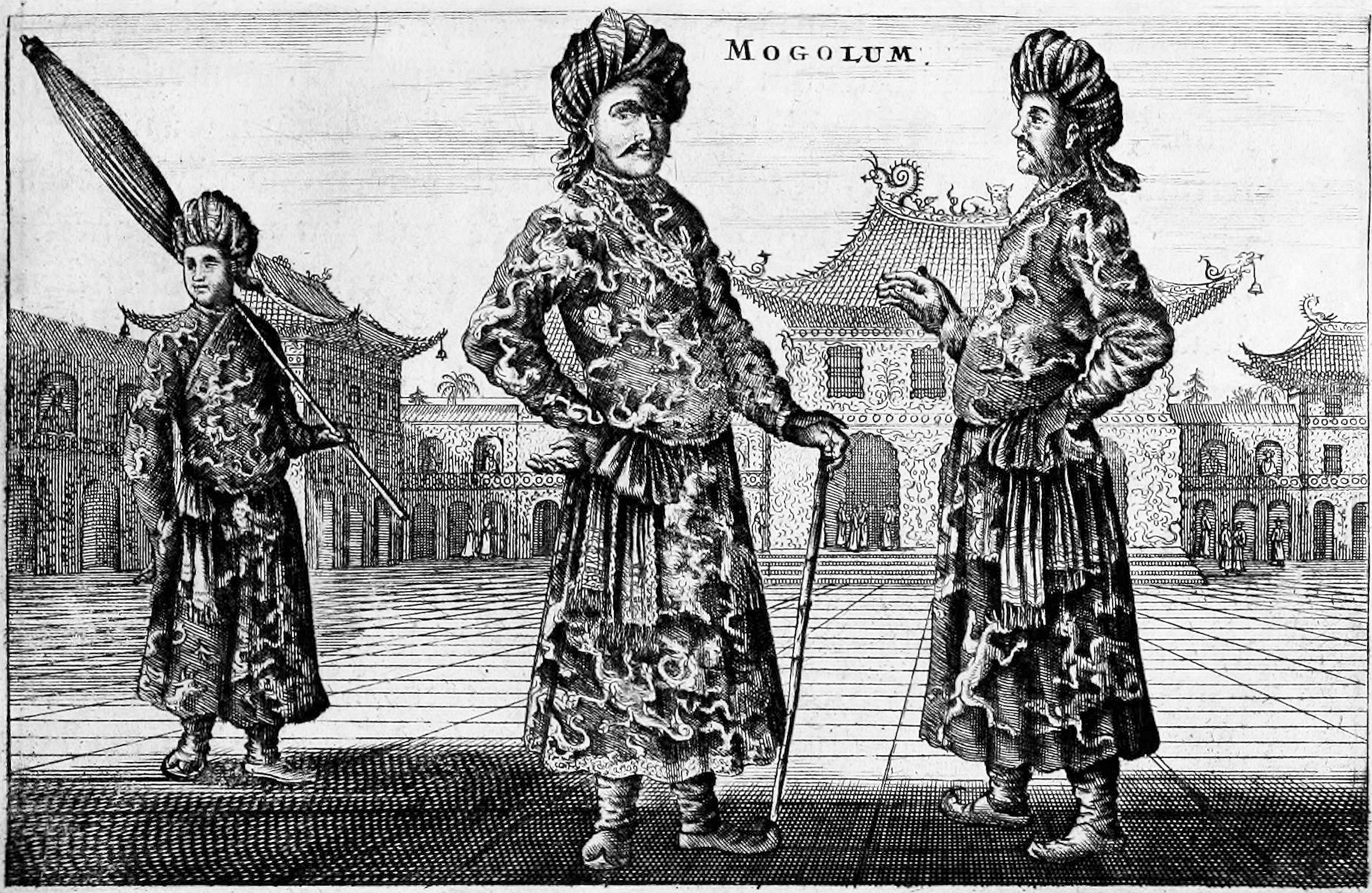
Bức họa năm 1656 của người Hà Lan mô tả các "Sứ thần Moghul" (sứ giả do hoàng thân Mogul, đang cai trị đất Thổ Lỗ Phiên đến Bắc Kinh dưới thời Thuận Trị Hoàng đế.

Năm 1646, quân Thanh dưới sự chỉ huy của Bác Lạc chiếm được Phúc Châu, và gặp sứ giả của các nước Lưu Cầu, An Nam, và người Tây Ban Nha đến từ thuộc địa Manila. Những sứ giả này đến để triều cống cho Hoàng đế Nam Minh. Sau đó triều đình nhà Thanh trao trả họ về nước và gửi kèm theo đó các bức thư yêu cầu vua của các nước trên phải thần phục Đại Thanh. Sau đó các nước bắt đầu gửi sứ thần đến bái kiến và triều cống: Lưu Cầu năm 1649, Xiêm La năm 1652 và An Nam năm 1661, sau khi những tàn dư cuối cùng của triều Minh bị đuổi khỏi Vân Nam giáp giới nước An Nam.
Cũng năm 1646, Sultan Abu al-Muhammad Haiji Khan, hoàng thân nhà Mogul đang cai trị Thổ Lỗ Phiên, cử sứ giả đến yêu cầu nối lại giao thương với Trung Quốc vốn bị trì trệ vì chiến loạn cuối thời nhà Minh. Tuy bức thư dùng lời lẽ không nhún nhường, nhưng nhà Thanh đã đồng ý nhận nó, và hai bên tiến hành đàm phán ở Bắc Kinh và Lan Châu (Cam Túc). Nhưng thỏa thuận này bị phá vỡ bởi cuộc nổi loạn của người Hồi giáo ở miền tây bắc Trung Quốc năm 1646 (xem đoạn cuối của phần "Hoàn tất chinh phục Trung Nguyên" bên trên). Việc cống nạp và buôn bán với Cáp Mật và Thổ Lỗ Phiên, vốn bị gián đoạn bởi cuộc nổi dậy này được nối lại vào năm 1656. Tuy nhiên, năm 1655 Thanh đình tuyên bố rằng người Thổ Lỗ Phiên chỉ phải triều cống năm năm một lần.

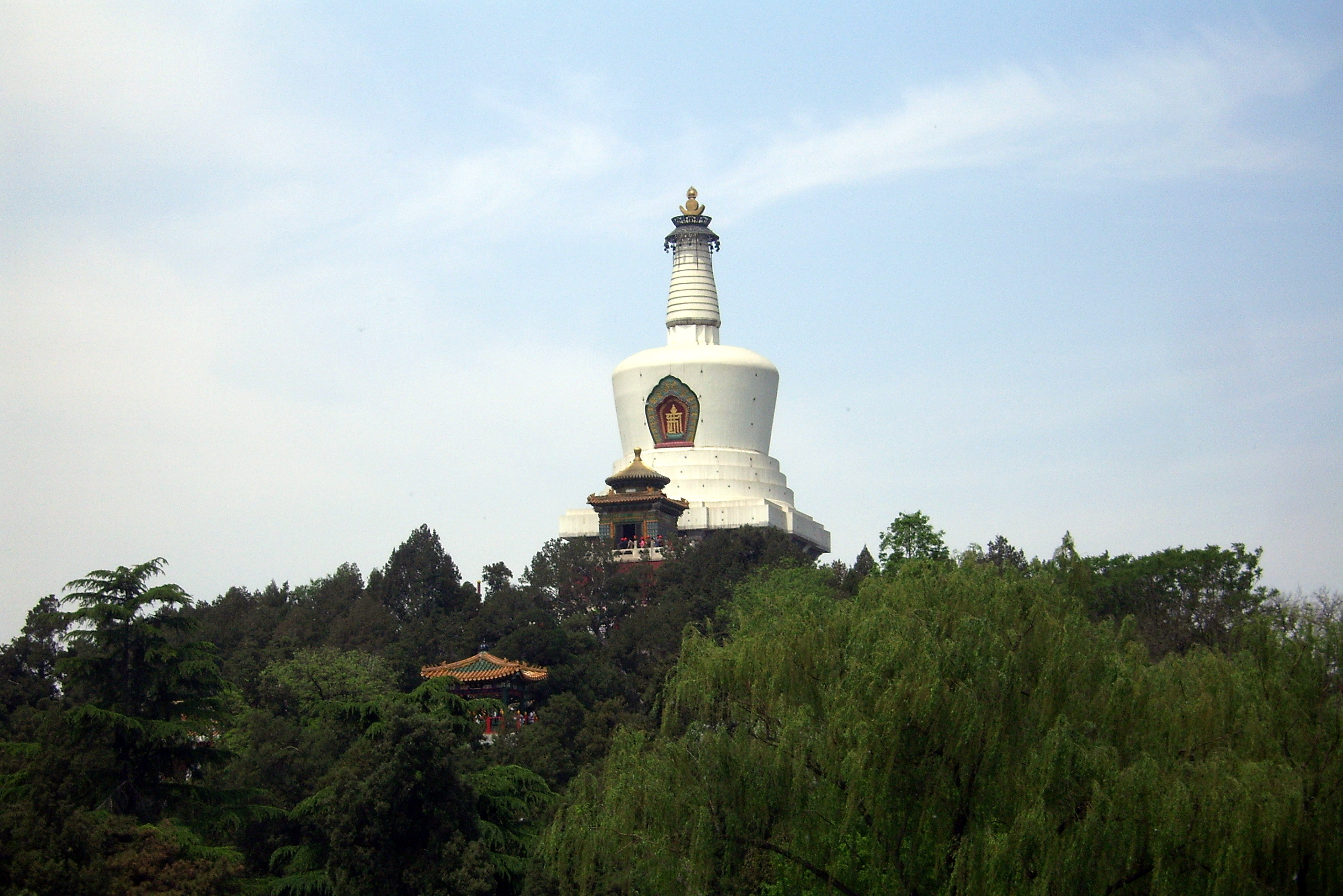
Bạch tháp tọa lạc tại Công viên Bắc Hải ở Bắc Kinh, được xây dựng bởi Hoàng đế Thuận Trị nhằm tôn vinh Phật giáo Tây Tạng.

Năm 1651, vị Hoàng đế trẻ mời Lạt ma thứ 5, lãnh đạo Phái Hoàng mạo của Phật giáo Tây Tạng, người mà, với sự giúp đỡ quân sự từ Khoshot Gushri Khan của Mông Cổ, vừa mới thống nhất tôn giáo và các luật thế tục ở Tây Tạng. Thanh hoàng vốn thường xuyên tiếp xúc Phật giáo Tây Tạng ít nhất từ năm 1621 dưới thời Nỗ Nhĩ Cáp Xích, nhưng cuộc gặp gỡ này cũng có những lý do chính trị của nó. Cụ thể, Tây Tạng là một thế lực to ở phía tây đế quốc Thanh, và tiếng nói của Đại Lạt ma rất có ảnh hưởng tới các bộ lạc Mông Cổ, nhiều người trong số các lãnh chúa Mông chưa chịu quy phục Thanh. Để chuẩn bị chào đón vị "Phật sống" ,Thuận Trị hoàng đế ra lệnh xây dựng Bạch Tháp ở đảo Quỳnh Hoa phía tây bắc Tử Cấm Thành, nơi mà trước đó là cung điện cũ của Đại Hãn Hốt Tất Liệt. Sau nhiều lời mời cùng các cuộc trao đổi sứ thần, cuối cùng phía Tây Tạng đã đồng ý, và Đại Lạt ma đến Bắc Kinh vào tháng 1 năm 1653. Đại Lạt ma sau đó có chuyến thăm đến Cung điện Potala ở Lhasa, nơi mà ông bắt đầu xây dựng năm 1645.
Trong khi đó, ở phía bắc Mãn Châu, các nhà thám hiểm Vassili Poyarkov (1643–1646) và Yerofei Khabarov (1649–1653) bắt đầu chuyến thám hiểu thung lũng sông Amur theo lệnh của Nga vương. Năm 1653 Khabarov được triệu hồi trở về Moskva và thay vào vị trí đó là Onufriy Stepanov, người nắm quyền chỉ huy lực lượng Cossack của Khabarov. Stepanov đi về phía nam đến lưu vực sông Sungari, ở đó ông đòi những người dân bản địa như người Daur và Durchers phải dâng nộp "yasak" (lông thú), nhưng những nhóm này từ chối vì họ chỉ cống nạp cho hoàng đế Thuận Trị ("Shamshakan" theo các nguồn tiếng Nga). Năm 1654, Stepanov đánh bại một lực lượng nhỏ người Mãn Châu được cử đến từ Ningguta để thăm dò tình hình phía Nga. Năm 1655, một tướng lĩnh khác của nhà Thanh, Minh An Đạt Lễ (mất 1669), đánh bại lực lượng của Stepanovtaij pháo đài Kumarsk trước bờ sông Amur, nhưng những điều này không khiến người Nga lùi bước. Năm 1658, tuy nhiên, tướng người Mãn là Sa Nhĩ Hổ Đạt (1599–1659) tấn công Stepanov bằng hạm đội 40 chiến thuyền (hoặc nhiều hơn), toàn bộ quân Nga bị bắt hoặc giết. Chiến thắng này giúp người Thanh đẩy lùi quân Cossack khỏi thung lũng Amur, nhưng Xung đột biên giới Nga-Thanh vẫn tiếp tục cho đến khi kí kết Hiệp ước Nerchinsk phân định biên giới Nga và Thanh dưới thời Khang Hy hoàng đế.

### Tiếp tục chiến dịch tiêu diệt Nam Minh

Hành trình tháo chạy của Vĩnh Lịch Đế—vua cuối triều Nam Minh từ 1647 đến 1661. Ranh giới tỉnh và quốc gia trên bản đồ trùng với ranh giới ngày nay của Cộng hòa Nhân dân Trung Hoa.

Mặc dù quân Thanh dưới thời Đa Nhĩ Cổn đã đẩy chính quyền Nam Minh tháo chạy xa về cực nam Trung Quốc, nhưng lực lượng trung thành với nhà Minh vẫn còn âm ỉ hoạt động. Đầu tháng 8 năm 1652, Lý Định Quốc, người từng phục vụ dưới quyền tên cướp Trương Hiến Trung (mất 1647) ở Tứ Xuyên đã về hàng Quế vương của Nam Minh, đoạt lại Quế Lâm (tỉnh Quảng Tây) từ tay nhà Thanh. Trong chưa tới một tháng, hầu hết các viên tướng của nhà Thanh ở Quảng Tây trở về với nhà Minh. Mặc dù giành được một số thắng lợi quân sự ở Hồ Quảng và Quảng Đông trong vòng hai năm tiếp theo, Lý lại không thể chiếm lại được các trọng trấn. Năm 1653, Thanh đình phái Hồng Thừa Trù đến phụ trách việc tái chiếm miền tây nam. Hồng Thừa Trù đóng quân tại Trường Sa (nay thuộc tỉnh Hồ Nam), và dần xây dựng lực lượng; chỉ đến cuối năm 1658 quân đội Thanh đã được trang bị đầy đủ và sẵn sàng tái chiếm Quý Châu và Vân Nam. Cuối tháng 1 năm 1659, quân Thanh do Đạc Ni lãnh đạo chiếm kinh thành Vân Nam, buộc Quế vương (Vĩnh Lịch) chạy trốn đến biên giới Miến Điện, khi đó nằm quyền cai trị của Vua Pindale Min của Vương triều Toungoo. Vị vua cuối cùng của Nam Minh ở đây cho đến năm 1662, khi ông bị bắt và hành quyết bởi Ngô Tam Quế, tướng cũ của nhà Minh đã về hàng người Mãn Châu vào tháng 4 năm 1644 khi Đa Nhĩ Cổn khởi động cuộc chinh phạt Trung Nguyên.
Trịnh Thành Công ("Quốc Tính gia"), người đã xưng thần với Đường vương năm 1646 và sau đó là Quế vương năm 1655, tiếp tục nâng cờ nghĩa khôi phục Minh đình. Năm 1659, khi Thuận Trị hoàng đế chuẩn bị tổ chức kì đại khoa để tôn vinh triều đại của ông và những thành tích quân sự ở miền tây nam, thì Quốc tính gia cùng quân đội được trang bị kĩ lưỡng đi thuyền đến lưu vực sông Dương Tử đang thuộc quyền kiểm soát của Thanh, và sau đó đe dọa đến Nam Kinh. Khi hoàng đế nghe tin về cuộc tấn công bất ngờ này, ông được cho là đã dùng kiếm chém vào ngai vàng trong sự tức giận. Nhưng cuộc bao vây Nam Kinh bị đánh bại và Trịnh Thành Công phải rút lui về vùng duyên hải phía đông nam Phúc Kiến. Bị áp lực bởi thủy quân Thanh, Quốc Tính gia tháo chạy về Đài Loan vào tháng 4 năm 1661 nhưng qua đời vào cùng năm. Hậu duệ của ông vẫn tiếp tục chống Thanh đến năm 1683, năm mà Khang Hy hoàng đế chinh phục thành công đảo Đài Loan.

### Tính cách và quan hệ cá nhân

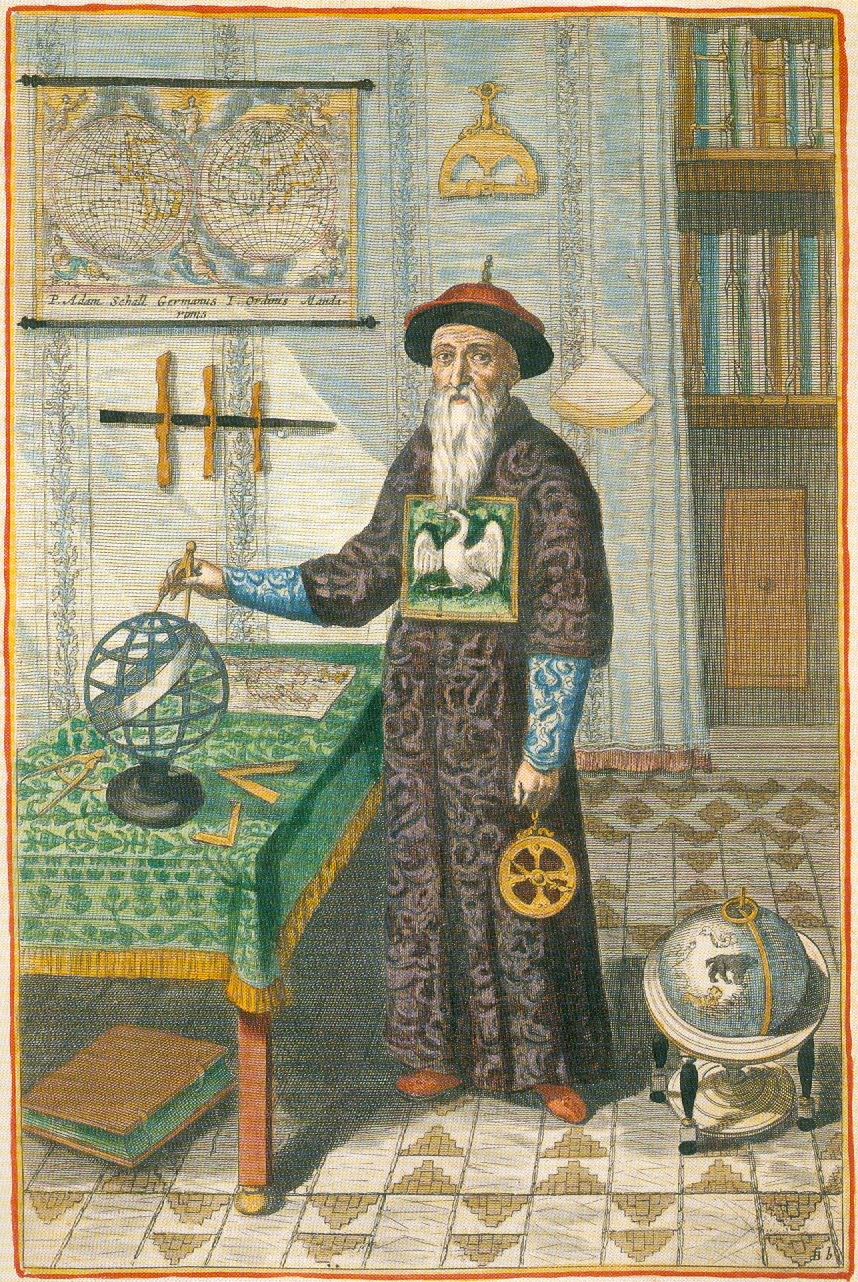
Johann Adam Schall von Bell, một nhà truyền giáo [dòng Tên] được Thuận Trị Hoàng đế gọi là mafa ("ông" trong tiếng Mãn).

Sau khi Phúc Lâm lên thân chinh năm 1651, mẫu thân ông, Thái hậu Hiếu Trang xếp đặt hôn sự cho ông với cháu gái của bà, nhưng vị vua trẻ nhanh chóng phế bỏ vị hoàng hậu này năm 1653. Năm sau Hiếu Trang lại sắp xếp một hôn sự khác cho hoàng đế với nhà mẹ của mình là tộc Khoa Nhĩ Thẩm, Mông Cổ. Dù Phúc Lâm cũng chẳng ưa gì hoàng hậu thứ hai (Hiếu Huệ Chương Hoàng hậu), nhưng ông dường như không được phép phế bỏ bà ta. Hoàng hậu không sinh được bất kì đứa con nào. Từ năm 1656, Thuận Trị hoàng đế sủng ái một vị hậu cung là Đổng Ngạc hoàng quý phi. Có thuyết cho rằng bà từng là vợ của một quý tộc Mãn Châu. Đổng Ngạc phi hạ sinh cho Thuận Trị một người con trai (Tứ A ca) vào tháng 11 năm 1657. Hoàng đế dự định tấn phong Tứ A ca làm Trữ quân, nhưng vị hoàng tử này chết yểu vào đầu năm 1658 khi vẫn chưa được đặt tên.
Thuận Trị là một người cởi mở, ông lắng nghe lời tư vấn từ Johann Adam Schall von Bell, một nhà truyền giáo dòng Tên từ Cologne thuộc Đức, Thánh chế La Mã, người đã giảng giải cho ông các vấn đề về thiên văn học, kĩ thuật liên quan đến tôn giáo và chính phủ. Cuối năm 1644, Đa Nhĩ Cổn giao cho Schall chuẩn bị chế ra một loại lịch mới vì những dự báo của ông về nhật thực chính xác hơn nhiều so với các nhà âm dương Trung Quốc. Sau khi Đa Nhĩ Cổn qua đời, Schall vẫn giữ mối quan hệ tốt đẹp với hoàng đế trẻ, và hoàng đế gọi ông là "mã pháp" (mafa tiếng Mãn Châu). Khi ở đỉnh cao quyền lực giai đoạn 1656–1657, Schall báo cáo rằng Thuận Trị thường đến nhà của ông và đàm luận với ông đến tận khuya. Ông được hoàng đế ban lệnh miễn tội, được ban đất để xây một nhà thờ ở Bắc Kinh, và được quyền nhận con nuôi (vì Phúc Lâm lo lắng cho Schall không có người thừa kế), nhưng hy vọng của dòng Tên về việc cải đạo cho quân vương nhà Thanh sang Cơ đốc giáo bị thất bại khi Thuận Trị Đế trở thành một Phật tử mộ đạo từ năm 1657.
Hoàng đế tỏ ra là một nhà lãnh đạo tốt, quản lý thành công các vấn đề nhà nước, và ông đánh giá cao các nghệ thuật truyền thống của người Hán như thư pháp và kịch. Một trong số những tác phẩm mà ông yêu chuộng là Vạn sầu khúc của Quy Trang (1613–1673), vốn là bạn thân của những học giả chống Thanh như Cố Viêm Vũ và Vạn Thọ Kỳ (1603–1652). "Khá nhiệt tình và đánh giá cao tình yêu," ông cũng có thể đọc thuộc lòng những đoạn dài của những tác phẩm Văn học lãng mạn phương Tây.

## Qua đời và người kế vị

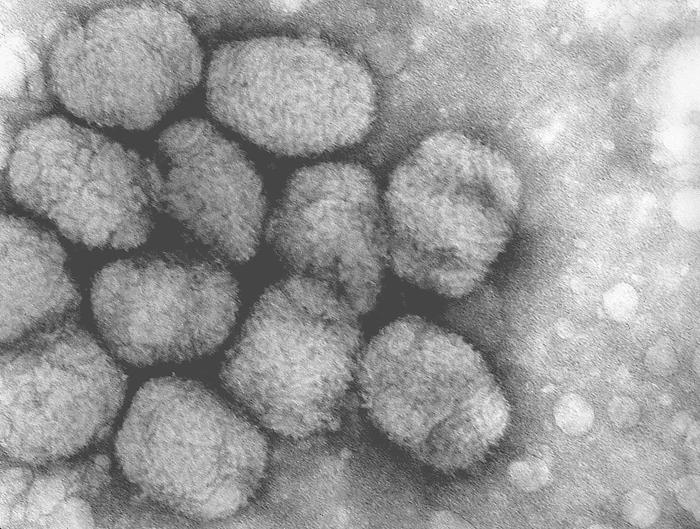
Vi-rút đậu mùa nhìn qua kính hiển vi điện tử. Người Mãn không có khả năng miễn dịch với chủng vi-rut này. Hoàng đế Thuận Trị đã chết vì bệnh đậu mùa, trong khi người kế vị ông, Huyền Diệp, đã sống sót qua đợt dịch bệnh.

### Phát bệnh
Tháng 9 năm 1660, Hoàng quý phi Đổng Ngạc thị, người mà Thuận Trị Hoàng đế thương yêu nhất trong số phi thiếp, bất ngờ qua đời, có lẽ do đau buồn quá độ sau khi mất con. Hoàng đế đắm chìm trong sự đau buồn và bỏ bê triều chính trong nhiều tháng, đến khi ông mắc bệnh đậu mùa vào ngày 2 tháng 2 năm 1661. Ngày 4 tháng 2 năm 1661, Thị lang Lễ bộ Vương Hy (1628–1703; tâm phúc của Hoàng đế) và Nội các học sĩ Ma Lặc Cát được triệu tới giường bệnh nghe di chỉ của Hoàng đế. Cùng ngày hôm đó, người con trai thứ ba mới 7 tuổi của ông, Huyền Diệp được chọn làm người kế vị, có thể là vì cậu bé là người đã sống sót qua căn bệnh đậu mùa. Hoàng đế qua đời vào ngày 5 tháng 2 năm 1661 ở Tử Cấm Thành, năm đó chỉ mới 22 tuổi.
Người Mãn rất lo sợ bệnh đậu mùa hơn bất kì căn bệnh nào khác vì họ hoàn toàn không có khả năng miễn dịch và gần như chắc chắn sẽ chết nếu nhiễm bệnh. Vào năm 1622 họ đã thành lập một cơ quan để điều tra các trường hợp bệnh đậu mùa và cách ly những người bị bệnh để tránh lây nhiễm. Trong thời gian có dịch bệnh, các thành viên hoàng tộc thường được gửi tới Tị đậu sở để tránh lây nhiễm. Thuận Trị Hoàng đế rất sợ hãi căn bệnh này, vì ông còn trẻ và sống ở một thành phố lớn, gần nguồn lây bệnh. Thật vậy, dưới thời của ông đã có chín lần Bắc Kinh phát dịch đậu mùa, mỗi lần như vậy hoàng đế thường bị gửi tới những nơi an toàn như Nam Uyển, một trường săn bắn ở Bắc Kinh được Đa Nhĩ Cổn xây dựng thành Tị đậu sở những năm 1640. Dù cho những biện pháp phòng ngừa như vậy-cũng như nhiều lần ra lệnh buộc người bệnh phải dời khỏi thành-vị Hoàng đế trẻ vẫn không thoát khỏi việc phát bệnh.

### Di chiếu giả

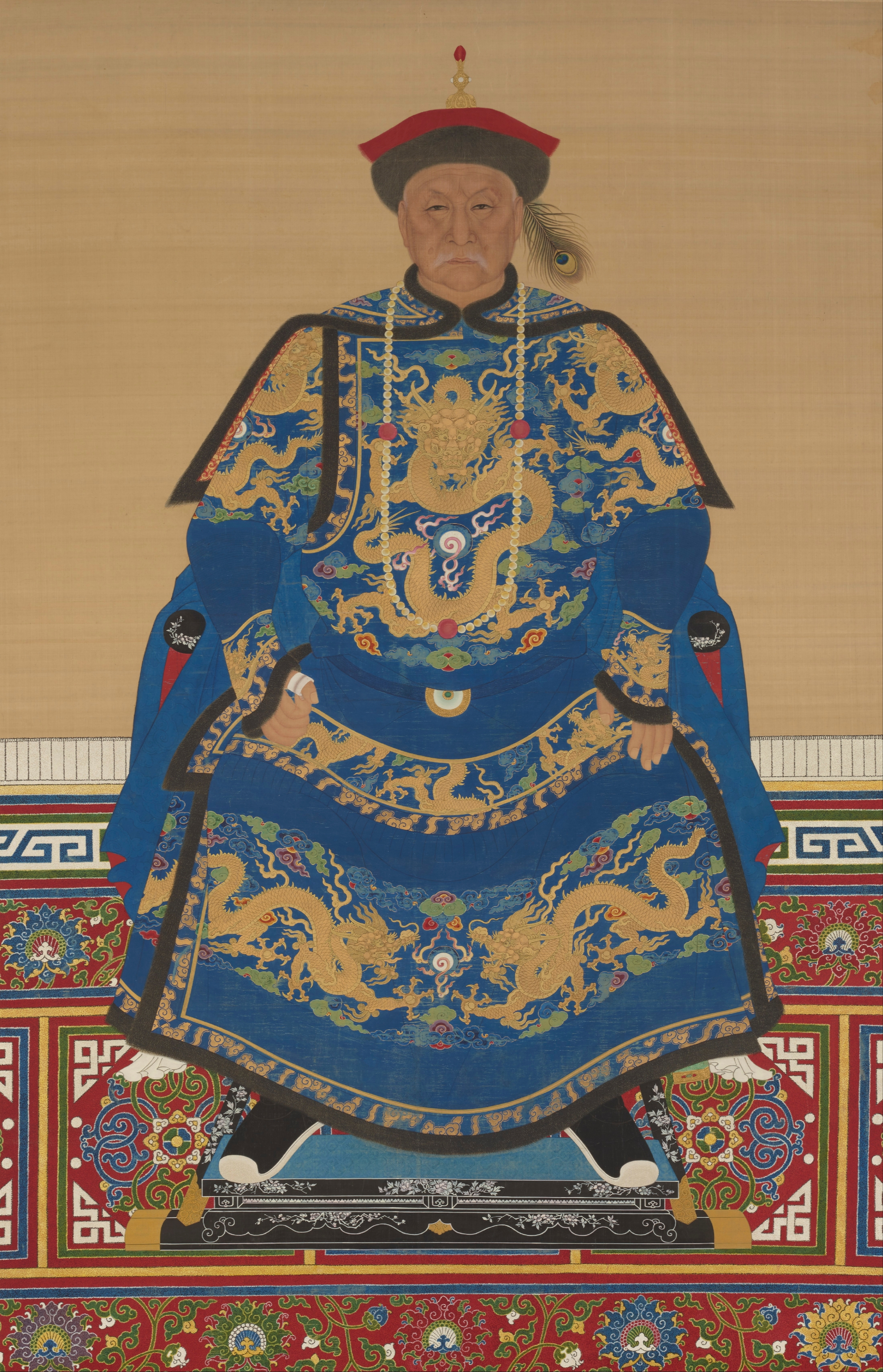
Chân dung Ngao Bái mặc quan phục. Ông là một trong bốn viên quan được cử làm Phụ chánh cho Hoàng đế Khang Hi mới lên 8 tuổi.

Theo di chỉ cuối cùng của Hoàng đế, được thông cáo vào ngày 5 tháng 2, bốn đại quan được cử làm phụ chính cho Huyền Diệp: Ngao Bái, Sách Ni, Át Tất Long, và Tô Khắc Tát Cáp, những đồng minh của Tế Nhĩ Cáp Lãng thời kì sau khi Đa Nhĩ Cổn mất (cuối năm 1650). Có vẻ khó khăn để xác định liệu có phải Thuận Trị Hoàng đế đã trao quyền chấp chính cho bốn người kia hay không, bởi vì họ và Thái hậu Hiếu Trang rõ ràng đã thay đổi di chỉ trước khi công bố, thậm chí là ngụy tạo nó. Trong di chúc, Hoàng đế bày tỏ sự hối lỗi của mình về việc cải cách chế độ theo kiểu người Hán (phụ thuộc vào các hoạn quan và trọng dụng các quan chức người Hán), xa lánh các quý tộc Mãn Châu, và quá sủng ái Đổng Ngạc phi mà bỏ bê thân mẫu. Tờ di chiếu đã đưa bốn vị phụ chính trở thành những người nắm quyền lực thực tế, và họ cho phục hồi nhiều chính sách cũ, tình hình này kéo dài tám năm, từ 1661 đến 1669.

### Sau khiqua đời
Bởi vì triều đình không hay biết gì về tình hình lúc Hoàng đế băng hà, người ta rộ lên tin đồn rằng ông không chết mà bỏ lên núi và cạo đầu trở thành một nhà sư, bởi ông quá chán nản sau cái chết của người sủng phi mà ông thương yêu, và bằng một cuộc đảo chính nào đó mà các quý tộc Mãn Châu giả di mệnh của ông để đã đoạt lấy, quyền nhiếp chính. Những tin đồn này không phải là vô căn cứ vì Hoàng đế trở nên rất mộ đạo Phật từ cuối những năm 1650, thậm chí ông còn cho phép các nhà sư ra vào cung điện. Các sử gia Trung xếp cái chết không rõ ràng của Hoàng đế Thuận Trị là một trong ba bí ẩn lớn đầu đời nhà Thanh. Nhưng nhiều bằng chứng liên quan - bao gồm cả một ghi chép của một nhà sư đều ghi rằng sức khỏe của Hoàng đế đã xấu đi rất nhiều vào đầu tháng 2 năm 1661 vì bệnh đậu mùa, và một vị phi tử (Trinh phi) và một thị vệ đã tự sát để cùng hoàng đế về thế giới bên kia.
Sau 27 ngày quàn trong Tử Cấm Thành, đến ngày 3 tháng 3 năm 1661, quan tài của Hoàng đế được chuyển đến Cảnh Sơn (một ngọn đồi ngay phía bắc thành Tử Cấm) với một đám rước long trọng, và nhiều món đồ quý giá bị đốt đi trong ngày tang lễ. Chỉ hai năm sau, năm 1663, linh cữu của Hoàng đế được đưa đến nơi yên nghỉ cuối cùng. Trái ngược với phong tục hỏa táng theo truyền thống của người Mãn Châu, di hài của Thuận Trị không bị đốt đi mà được chôn xuống lòng đất. Nơi yên nghỉ của ông về sau gọi là lăng Thanh Đông, cách kinh thành Bắc Kinh 125 ki-lô-mét (75 dặm) về phía đông bắc, đâu là một trong hai lăng tẩm lớn của nhà Thanh. Ngôi mộ của ông là lăng mộ đầu tiên được xây dựng trong quần thể Hiếu lăng (trong tiếng Mãn Châu là Hiyoošungga Munggan), nơi được xây dựng để táng cho Thuận Trị cùng các phi tử của ông.

## Di sản

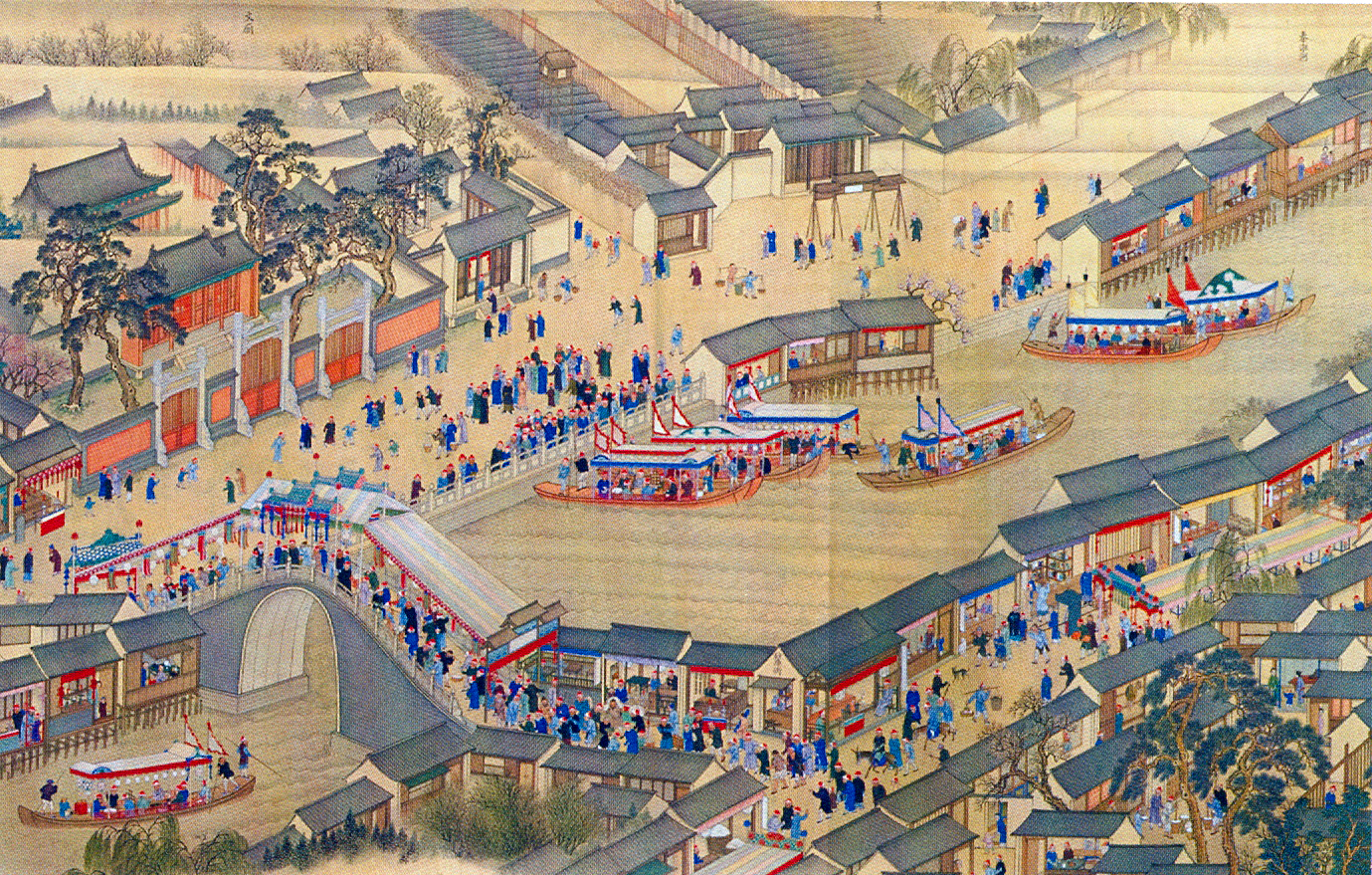
Khang Hi Hoàng đế ba lần tuần du Giang Nam vào các năm 1684, 1689 (mô tả trong bức tranh), và 1699 — nhằm khảng định uy tín và quyền lực của triều đại nhà Thanh sau khi họ vừa đánh bại loạn Tam phiên.

Tờ di chiếu giả ghi rằng hoàng đế Thuận Trị đã hối hận sâu sắc trước việc từ bỏ phong tục truyền thống của Mãn Châu, và bốn phụ chánh dùng việc đó để đưa triều đình trở lại với chính sách thời Hậu Kim. Dùng những lời trong di chiếu, Ngao Bái và các phụ chánh khác nhanh chóng giải tán 13 nha môn. Trong mấy năm tiếp theo, họ chiếm quyền hành trong Phủ Nội vụ, vốn được điều hành bởi người Mãn Châu và các hoạn quan, loại bỏ Viện Hàn lâm, và giới hạn thành viên của Nghị chánh Vương đại thần chỉ trong nội bộ người Mãn Châu và người Mông Cổ. Các nhiếp chính cũng áp dụng những biện pháp cứng rắn đối với người dân Trung Quốc: họ xử tử hàng chục người và trừng phạt hàng ngàn người khác ở Giang Nam vì vụ án viết Minh sử và tội trốn thuế, và buộc người dân miền đông nam di dời vào sâu trông nội địa nhằm cô lập Đảo Đài Loan – tức Vương quốc Đông Ninh do con trai của Quốc tính gia là Diên Bình quận vương đang nắm quyền.
Sau khi Khang Hy hoàng đế bắt giam Ngao Bái năm 1669, ông khôi phục nhiều cải cách của Thuận Trị hoàng đế. Nhiều cơ quan, chức quan được khôi phục lại, bao gồm Đại học sĩ, nhờ vào đó mà người Hán có được nhiều tiếng nói hơn trong chánh phủ. Ông cũng tiêu diệt thành công loạn Tam phiên, do ba viên tướng người Hán đã về hàng và góp công lớn trong cuộc chinh phạt của người Mãn, được phong phiên vương và nắm giữ các vùng đất quan trọng ở miền nam Trung Quốc. Loạn Tam phiên (1673–1681) cho thấy vẫn còn sự chống đối mạnh mẽ với chính quyền mới, song quân Thanh cuối cùng đàn áp được. Khi sắp giành được thắng lợi, nhà Thanh tổ chức khoa Bác học hồng nho năm 1679 để thu hút giới văn sĩ Trung Quốc còn ẩn dật đến phục vụ cho triều đại mới. Những người trúng tuyển được giao nhiệm vụ biên soạn Minh sử. Cuộc nổi loạn bị đánh bại năm 1681, cùng năm đó Khang Hy hoàng đế chuẩn cho dùng vắc-xin phòng ngừa đậu mùa cho các trẻ em trong hoàng thất. Sau khi đánh bại Vương quốc Đông Ninh vào năm 1683, thì xem như cuộc chinh phạt Trung Quốc của người Mãn đã hoàn thành. Nền tảng do Đa Nhĩ Cổn, Thuận Trị hoàng đế và Khang Hy hoàng đế dựng lên giúp cho nhà Thanh trở thành một thể chế hùng mạnh, "một trong những đế quốc thành công nhất trên thế giới." Tuy nhiên, trớ trêu thay, nền hòa bình lâu dài sau đó đã khiến nhà Thanh không có sự chuẩn bị thỏa đáng cho cuộc đương đầu với các cường quốc Tây phương vào thế kỉ XIX.

## Tổ tiên
| \| \| \| \| \| \| \| \| \| \| \| \| \| \| \| \| \| \| \| \| Cảnh Tổ Dực hoàng đế Giác Xương An \| \| \| \| \| \| \| \| \| \| \| \| \| \| \| \| \| \| \| \| \| \| \| \| \| \| \| \| \| \| \| \| \| \| \| \| \| \| \| \| \| \| \| \| \| \| \| \| \| \| \| \| \| \| Hiến Tổ Tuyên hoàng đế Tháp Khắc Thế \| \| \| \| \| \| \| \| \| \| \| \| \| \| \| \| \| \| \| \| \| \| \| \| \| \| \| \| \| \| \| \| \| \| \| \| \| \| \| \| \| \| \| \| \| \| \| \| \| \| \| \| \| \| Dực hoàng hậu \| \| \| \| \| \| \| \| \| \| \| \| \| \| \| \| \| \| \| \| \| \| \| \| \| \| \| \| \| \| \| \| \| \| \| \| \| \| \| \| \| \| \| \| \| \| \| \| \| \| \| \| \| \| Thái Tổ Cao hoàng đế Nỗ Nhĩ Cáp Xích \| \| \| \| \| \| \| \| \| \| \| \| \| \| \| \| \| \| \| \| \| \| \| \| \| \| \| \| \| \| \| \| \| \| \| \| \| \| \| \| \| \| \| \| \| \| \| \| \| \| \| \| \| \| Đô đốc A Cổ \| \| \| \| \| \| \| \| \| \| \| \| \| \| \| \| \| \| \| \| \| \| \| \| \| \| \| \| \| \| \| \| \| \| \| \| \| \| \| \| \| \| \| \| \| \| \| \| \| \| \| \| \| \| Tuyên hoàng hậu Ngạch Mục Tề \| \| \| \| \| \| \| \| \| \| \| \| \| \| \| \| \| \| \| \| \| \| \| \| \| \| \| \| \| \| \| \| \| \| \| \| \| \| \| \| \| \| \| \| \| \| \| \| \| \| \| \| \| \| Thái Tông Văn Hoàng đế Hoàng Thái Cực \| \| \| \| \| \| \| \| \| \| \| \| \| \| \| \| \| \| \| \| \| \| \| \| \| \| \| \| \| \| \| \| \| \| \| \| \| \| \| \| \| \| \| \| \| \| \| \| \| \| \| \| \| \| Bối lặc Dương Cát Nỗ \| \| \| \| \| \| \| \| \| \| \| \| \| \| \| \| \| \| \| \| \| \| \| \| \| \| \| \| \| \| \| \| \| \| \| \| \| \| \| \| \| \| \| \| \| \| \| \| \| \| \| \| \| \| Hiếu Từ Cao hoàng hậu Mạnh Cổ Triết Triết \| \| \| \| \| \| \| \| \| \| \| \| \| \| \| \| \| \| \| \| \| \| \| \| \| \| \| \| \| \| \| \| \| \| \| \| \| \| \| \| \| \| \| \| \| \| \| \| \| \| \| \| \| \| Thế Tổ Chương hoàng đế Phúc Lâm 1638 – 1661 \| \| \| \| \| \| \| \| \| \| \| \| \| \| \| \| \| \| \| \| \| \| \| \| \| \| \| \| \| \| \| \| \| \| \| \| \| \| \| \| \| \| \| \| \| \| \| \| \| \| \| \| \| \| Bối lặc Nạp Mục Tắc \| \| \| \| \| \| \| \| \| \| \| \| \| \| \| \| \| \| \| \| \| \| \| \| \| \| \| \| \| \| \| \| \| \| \| \| \| \| \| \| \| \| \| \| \| \| \| \| \| \| \| \| \| \| Phúc Thân vương Mãng Cổ Tư \| \| \| \| \| \| \| \| \| \| \| \| \| \| \| \| \| \| \| \| \| \| \| \| \| \| \| \| \| \| \| \| \| \| \| \| \| \| \| \| \| \| \| \| \| \| \| \| \| \| \| \| \| \| Trung Thân vương Trại Tang \| \| \| \| \| \| \| \| \| \| \| \| \| \| \| \| \| \| \| \| \| \| \| \| \| \| \| \| \| \| \| \| \| \| \| \| \| \| \| \| \| \| \| \| \| \| \| \| \| \| \| \| \| \| Hiếu Trang Văn hoàng hậu Bố Mộc Bố Thái \| \| \| \| \| \| \| \| \| \| \| \| \| \| \| \| \| \| \| \| \| \| \| \| \| \| \| \| \| \| \| \| \| \| \| \| \| \| \| \| \| \| \| \| \| \| \| \| \| \| \| \| \| \| Trung Thân vương Hiền phi \| \| \| \| \| \| \| \| \| \| \| \| \| \| \| \| \| \| \| \| \| \| \| \| \| \| \| \| \| \| \| \| \| \| \| \| \| \| \| \| \| \| \| \| \| \| \| \| \| \| \| \| |                                             |  |  |  |  |  |  |  |  |  |  |  |  |  |  |  |
| |                                             |  |  |  |  |  |  |  |  |  |  |  |  |  |  |  |
| | Cảnh Tổ Dực hoàng đế Giác Xương An          |  |  |  |  |  |  |  |  |  |  |  |  |  |  |  |
| |                                             |  |  |  |  |  |  |  |  |  |  |  |  |  |  |  |
| |                                             |  |  |  |  |  |  |  |  |  |  |  |  |  |  |  |
| | Hiến Tổ Tuyên hoàng đế Tháp Khắc Thế        |  |  |  |  |  |  |  |  |  |  |  |  |  |  |  |
| |                                             |  |  |  |  |  |  |  |  |  |  |  |  |  |  |  |
| |                                             |  |  |  |  |  |  |  |  |  |  |  |  |  |  |  |
| | Dực hoàng hậu                               |  |  |  |  |  |  |  |  |  |  |  |  |  |  |  |
| |                                             |  |  |  |  |  |  |  |  |  |  |  |  |  |  |  |
| |                                             |  |  |  |  |  |  |  |  |  |  |  |  |  |  |  |
| | Thái Tổ Cao hoàng đế Nỗ Nhĩ Cáp Xích        |  |  |  |  |  |  |  |  |  |  |  |  |  |  |  |
| |                                             |  |  |  |  |  |  |  |  |  |  |  |  |  |  |  |
| |                                             |  |  |  |  |  |  |  |  |  |  |  |  |  |  |  |
| | Đô đốc A Cổ                                 |  |  |  |  |  |  |  |  |  |  |  |  |  |  |  |
| |                                             |  |  |  |  |  |  |  |  |  |  |  |  |  |  |  |
| |                                             |  |  |  |  |  |  |  |  |  |  |  |  |  |  |  |
| | Tuyên hoàng hậu Ngạch Mục Tề                |  |  |  |  |  |  |  |  |  |  |  |  |  |  |  |
| |                                             |  |  |  |  |  |  |  |  |  |  |  |  |  |  |  |
| |                                             |  |  |  |  |  |  |  |  |  |  |  |  |  |  |  |
| | Thái Tông Văn Hoàng đế Hoàng Thái Cực       |  |  |  |  |  |  |  |  |  |  |  |  |  |  |  |
| |                                             |  |  |  |  |  |  |  |  |  |  |  |  |  |  |  |
| |                                             |  |  |  |  |  |  |  |  |  |  |  |  |  |  |  |
| | Bối lặc Dương Cát Nỗ                        |  |  |  |  |  |  |  |  |  |  |  |  |  |  |  |
| |                                             |  |  |  |  |  |  |  |  |  |  |  |  |  |  |  |
| |                                             |  |  |  |  |  |  |  |  |  |  |  |  |  |  |  |
| | Hiếu Từ Cao hoàng hậu Mạnh Cổ Triết Triết   |  |  |  |  |  |  |  |  |  |  |  |  |  |  |  |
| |                                             |  |  |  |  |  |  |  |  |  |  |  |  |  |  |  |
| |                                             |  |  |  |  |  |  |  |  |  |  |  |  |  |  |  |
| | Thế Tổ Chương hoàng đế Phúc Lâm 1638 – 1661 |  |  |  |  |  |  |  |  |  |  |  |  |  |  |  |
| |                                             |  |  |  |  |  |  |  |  |  |  |  |  |  |  |  |
| |                                             |  |  |  |  |  |  |  |  |  |  |  |  |  |  |  |
| | Bối lặc Nạp Mục Tắc                         |  |  |  |  |  |  |  |  |  |  |  |  |  |  |  |
| |                                             |  |  |  |  |  |  |  |  |  |  |  |  |  |  |  |
| |                                             |  |  |  |  |  |  |  |  |  |  |  |  |  |  |  |
| | Phúc Thân vương Mãng Cổ Tư                  |  |  |  |  |  |  |  |  |  |  |  |  |  |  |  |
| |                                             |  |  |  |  |  |  |  |  |  |  |  |  |  |  |  |
| |                                             |  |  |  |  |  |  |  |  |  |  |  |  |  |  |  |
| | Trung Thân vương Trại Tang                  |  |  |  |  |  |  |  |  |  |  |  |  |  |  |  |
| |                                             |  |  |  |  |  |  |  |  |  |  |  |  |  |  |  |
| |                                             |  |  |  |  |  |  |  |  |  |  |  |  |  |  |  |
| | Hiếu Trang Văn hoàng hậu Bố Mộc Bố Thái     |  |  |  |  |  |  |  |  |  |  |  |  |  |  |  |
| |                                             |  |  |  |  |  |  |  |  |  |  |  |  |  |  |  |
| |                                             |  |  |  |  |  |  |  |  |  |  |  |  |  |  |  |
| | Trung Thân vương Hiền phi                   |  |  |  |  |  |  |  |  |  |  |  |  |  |  |  |
| |                                             |  |  |  |  |  |  |  |  |  |  |  |  |  |  |  |
| |                                             |  |  |  |  |  |  |  |  |  |  |  |  |  |  |  |

## Gia đình

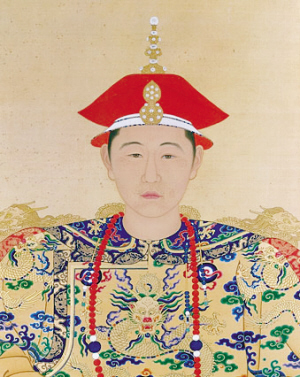
Con trai thứ ba của Thuận Trị, Huyền Diệp, kế vị ông và trở thành Hoàng đế Khang Hi (1661–1722)

Mặc dù trong sổ sách Tông Nhân phủ của nhà Ái Tân Giác La chỉ ghi nhận 19 người thê thiếp của Thuận Trị Đế, các nguồn khác cho thấy ông có ít nhất 32 hậu phi, trong số đó, 12 người sinh được con. Cả hai Hoàng hậu của Thuận Trị Đế đều là thân tộc của mẹ ông, Hiếu Trang Hoàng thái hậu. Sau cuộc chinh phạt năm 1644, những phi tần hậu cung thường được gọi bằng phong hiệu và tên gia tộc của họ, thay vì dùng tên.
11/32 phi tần của Thuận Trị sinh cho ông tổng cộng 14 người con, nhưng chỉ có bốn con trai (Hoàng nhị tử Phúc Toàn, Hoàng tam tử Huyền Diệp, Hoàng ngũ tử Thường Ninh và Hoàng thất tử Long Hi) và một con gái (Cung Khác Trưởng Công chúa) sống đến tuổi kết hôn. Không như những Hoàng đế Thanh triều về sau, tên các con trai của Thuận Trị không có lệ đặt cùng một tên lót.
Trước khi triều đình Mãn Thanh đến đóng ở Bắc Kinh năm 1644, phụ nữ Mãn Châu thường sử dụng tên thật, nhưng sau năm 1644, những cái tên này "biến mất khỏi các hồ sơ lưu trữ và phả hệ". Chỉ sau khi những cô gái hoàng tộc này đến tuổi trưởng thành và kết hôn thì họ mới được trao phong hiệu và về sau thường được biết đến với phong hiệu này.
Mặc dù 5/6 Hoàng nữ của Thuận Trị hoàng đế chết khi còn nhỏ, nhưng tất cả họ đều xuất hiện trong phả hệ gia đình Ái Tân Giác La. Ngoài 6 vị Hoàng nữ ruột của Thuận Trị Đế, ông còn nhận nuôi 3 dưỡng nữ khác là Hòa Thạc Hòa Thuận Công chúa, Hòa Thạc Nhu Gia Công chúa và Cố Luân Đoan Mẫn Công chúa.

### Hoàng hậu

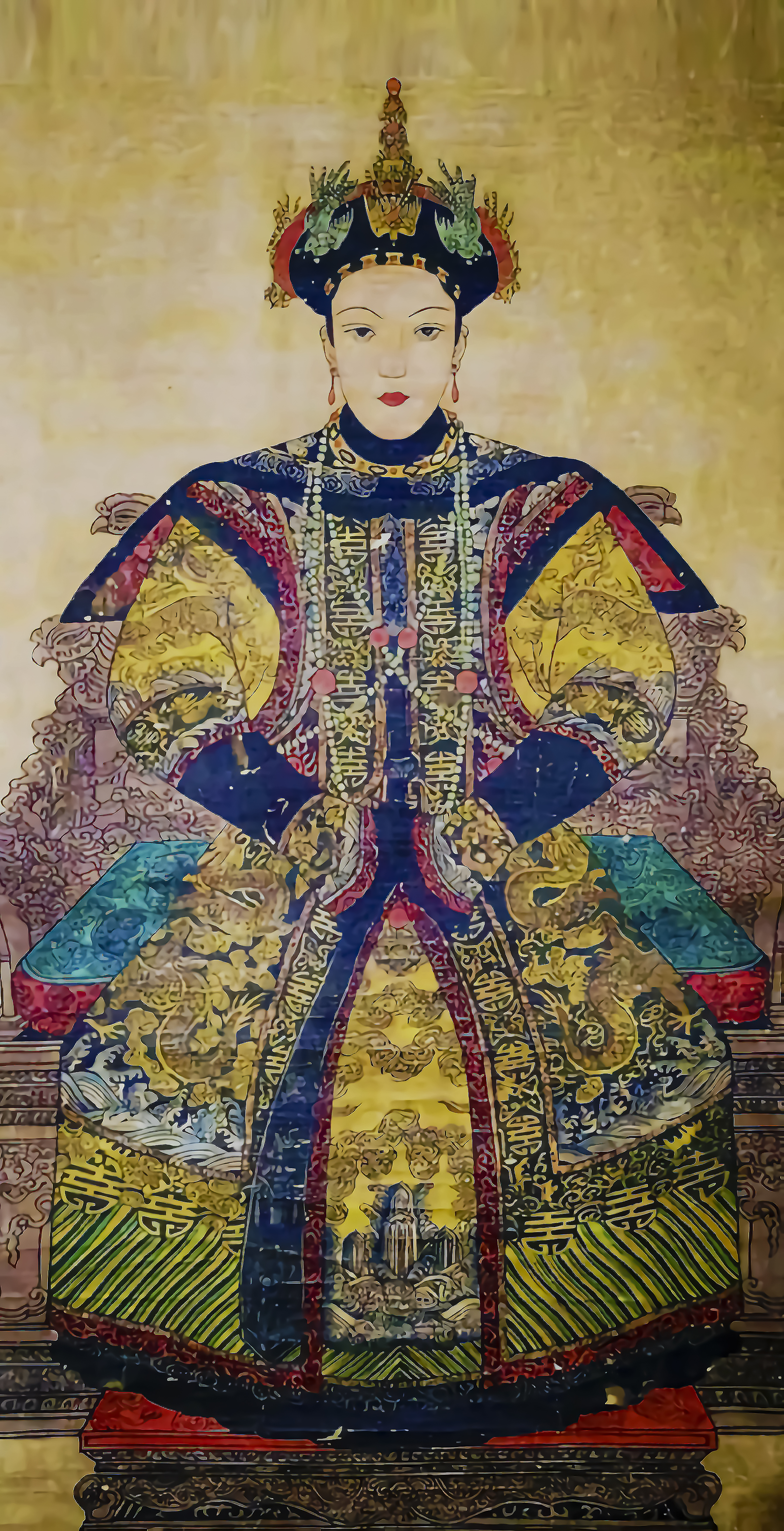
Phế hậu Bác Nhĩ Tế Cát Đặc thị

- Phế hậu Bác Nhĩ Tế Cát Đặc thị (靜妃 博爾濟吉特氏), tên thật Ngạch Nhĩ Đức Ni Bổn Ba (额尔德尼本巴Erdeni Bumba), nguyên phối và Hoàng hậu đầu tiên của Thuận Trị. Sách lập năm 1651, bà trở thành hoàng hậu đầu tiên của nhà Thanh được cử hành lễ đại hôn với hoàng đế. Về sau bà bị phế xuống thành Tĩnh phi.[192]

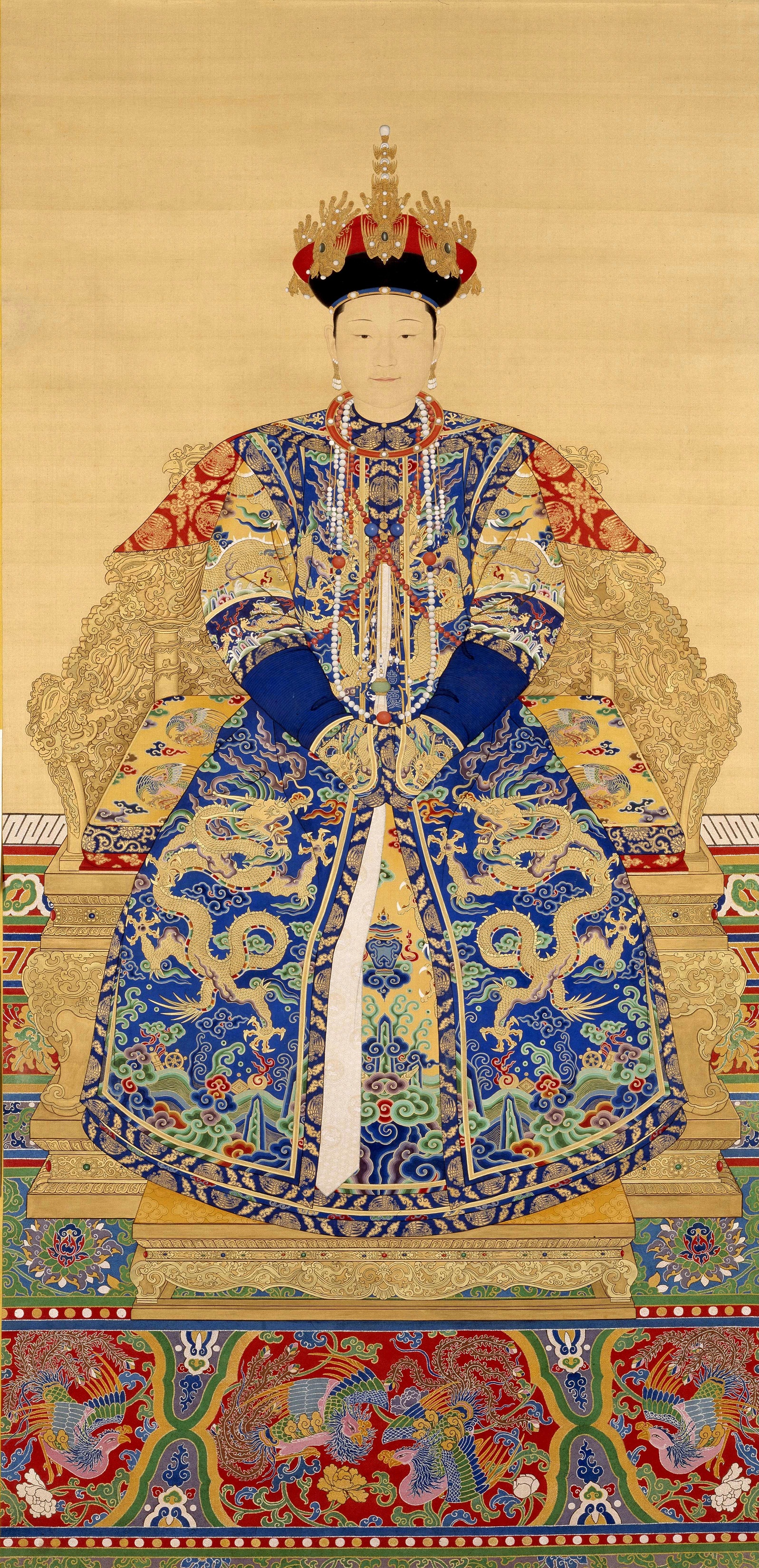
Hiếu Huệ Chương Hoàng hậu Bác Nhĩ Tế Cát Đặc thị

- Hiếu Huệ Chương Hoàng hậu Bác Nhĩ Tế Cát Đặc thị, tên thật A Lạp Thản Kỳ Kỳ Các (阿拉坦琪琪格Alatan Qiqige) (5 tháng 11 năm 1641 – 7 tháng 1 năm 1718) nhập cung làm Phi, sau trở thành hoàng hậu thứ 2 của Thuận Trị vào năm 1654.[193] Khi Khang Hi lên ngôi, bà được tôn Nhân Hiến Hoàng thái hậu.[194]

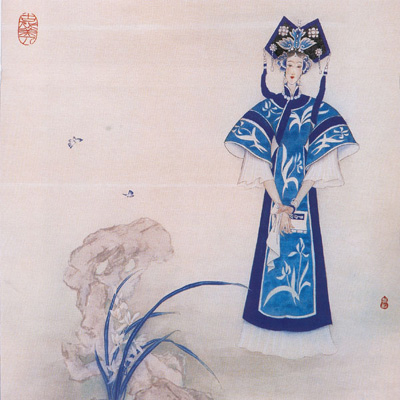
Hiếu Hiến Đoan Kính Hoàng hậu Đổng Ngạc thị

- Hiếu Hiến Đoan Kính Hoàng hậu Đổng Ngạc thị (1639 – 23 tháng 9 năm 1660), sủng phi của Thuận Trị. Chỉ 1 tháng sau khi nhập cung bà đã được trở thành Hoàng quý phi đầu tiên của nhà Thanh. Dù không phải chính thất của hoàng đế hay mẹ của trữ quân, bà vẫn được truy phong Hoàng hậu dù cho Hiếu Huệ Hoàng hậu vẫn còn tại vị.[195]
  - Vinh Thân vương (榮親王; 12 tháng 11 năm 1657 – 25 tháng 2 năm 1658), con trai thứ 4

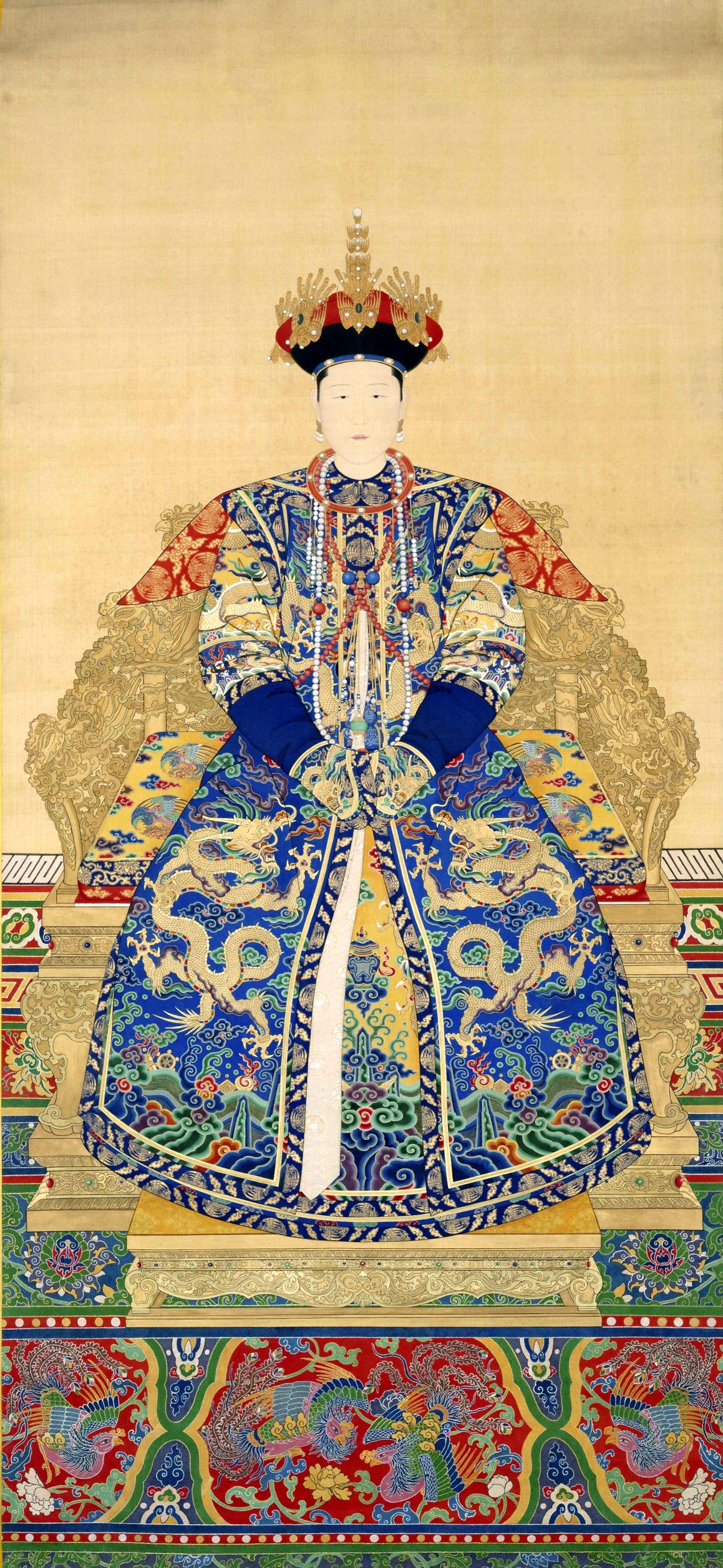
Hiếu Khang Chương Hoàng hậu Đông Giai thị

- Hiếu Khang Chương hoàng hậu Đông Giai thị (29 tháng 2 năm 1640 – 10 tháng 3 năm 1663), mẹ sinh Khang Hi. Sau khi con trai lên ngôi, bà được tôn Từ Hòa Hoàng thái hậu. Bà chưa từng là hoàng hậu khi còn sống, chỉ được truy phong sau khi qua đời.
  - Khang Hi đế Huyền Diệp (聖祖 玄燁; 4 tháng 5 năm 1654 – 20 tháng 12 năm 1722), con trai thứ 3

### Phi tần
- Điệu phi Bác Nhĩ Tế Cát Đặc thị (? – 1658) là chị em họ với Tĩnh phi, cô của Hiếu Huệ Hoàng hậu. Bà được nuôi dưỡng trong cung từ khi còn nhỏ. Sau khi qua đời, bà được truy phong làm Điệu phi.[196]
- Trinh phi Đổng Ngạc thị (? – 1661) là em họ của Hiếu Hiến Đoan Kính Hoàng hậu, phi tần duy nhất tuẫn táng theo Thuận Trị.
- Khác phi Thạch thị (? – 1666)
- Cung Tĩnh phi Bác Nhĩ Tế Cát Đặc thị (? – 1689)
- Thục Huệ phi Bác Nhĩ Tế Cát Đặc thị (? – 1689) là em gái Hiếu Huệ Hoàng hậu.[196]
- Đoan Thuận phi Bác Nhĩ Tế Cát Đặc thị (? – 1709)
- Ninh Khác phi Đổng Ngạc thị (? – 1694)
  - Dụ Hiến Thân vương Phúc Toàn (裕憲親王 福全; 8 tháng 9 năm 1653 – 10 tháng 8 năm 1703), con trai thứ 2
- Thứ phi Trần thị (陈氏; ? – 1690)
  - Hoàng trưởng nữ (22 tháng 4 năm 1652 – tháng 11/tháng 12 năm 1653)
  - Cung Thân vương Thường Ninh (8 tháng 12 năm 1657 – 20 tháng 7 năm 1703), con trai thứ 5
- Thứ phi Mục Khắc Đồ thị (穆克图氏)
  - Vĩnh Cán (永幹; 23 tháng 1 năm 1661 – 15 tháng 1 năm 1668), con trai thứ 8
- Thứ phi Ba thị (巴氏)
  - Ngưu Nữu (牛鈕, 13 tháng 12 năm 1651 – 9 tháng 3 năm 1652), con trai cả
  - Hoàng tam nữ (30 tháng 1 năm 1954 – tháng 4/tháng 5 năm 1658), con gái thứ 3
  - Hoàng ngũ nữ (6 tháng 2 năm 1655 – tháng 1 năm 1661), con gái thứ 5
- Thứ phi Đường thị (唐氏)
  - Kì Thụ (奇授; 3 tháng 1 năm 1660 – 12 tháng 12 năm 1665), con trai thứ 6
- Thứ phi Nữu thị (钮氏)
  - Thuần Tĩnh Thân vương Long Hi (純靖親王 隆禧; 30 tháng 5 năm 1660 – 20 tháng 8 năm 1679), con trai thứ 7
- Thứ phi Dương thị (杨氏)
  - Hòa Thạc Cung Khác Trưởng Công chúa (和碩恭愨公主; 19 tháng 1 năm 1654 – 26 tháng 11 năm 1685), con gái thứ 2
  - Hoàng tứ nữ (9 tháng 1 năm 1655 – tháng 3/tháng 4 năm 1661), con gái thứ 4
- Thứ phi Ngô Tô thị (乌苏氏)
- Thứ phi Vương thị (王氏)
- Thứ phi Nạp Lạt thị (纳喇氏)
  - Hoàng lục nữ (11 tháng 11 năm 1657 – tháng 3 năm 1661), con gái thứ 6